# Primitieve kunst

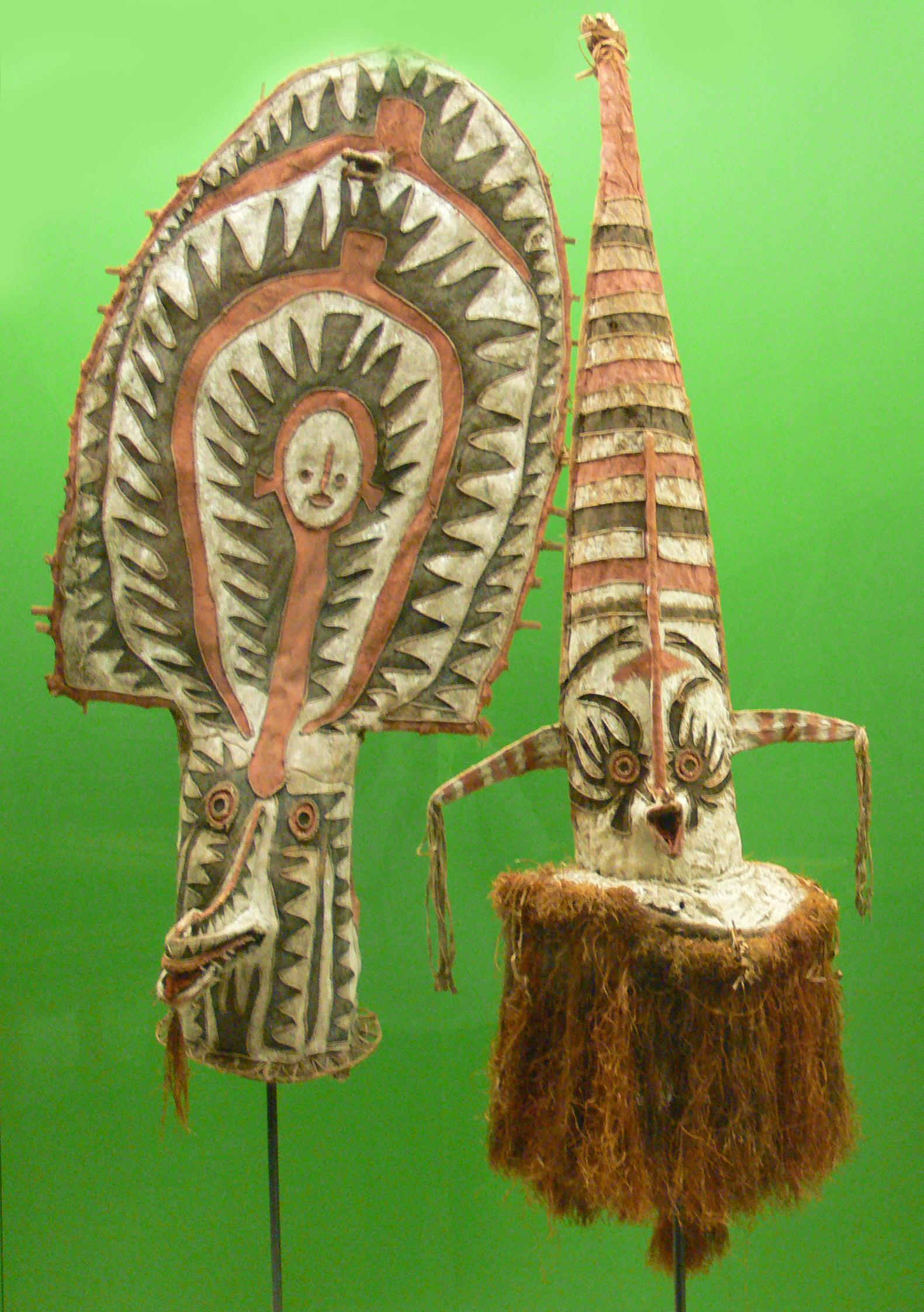
Malagan-maskers uit Papoea-Nieuw-Guinea, een voorbeeld van 'primitieve' kunstvoorwerpen

Primitieve kunst is een verouderde benaming voor kunstvoorwerpen en artefacten die zijn vervaardigd door leden van een (vaak vrij kleine) inheemse bevolkingsgroep, die geen of slechts een lage alfabetiseringsgraad kent en deel uitmaakt van een cultuur die in de westerse antropologie soms met de omstreden term primitieve cultuur wordt aangeduid. Musea delen hun collectie gewoonlijk op in kunst uit Afrika, de Amerika's en Oceanië. De term 'primitieve kunst' is ontstaan aan het begin van de 20e eeuw toen verschillende etnografische musea de term gebruikten om de grondslagen van de superieure westerse beschaving te bepalen ten opzichte van de onontwikkelde wilde. Kolonialistische tentoonstellingen hadden als doel het kolonialisme te verheerlijken. Zo toonde een expositie in 1897 in Tervuren (België) de zogenaamde vrede, voorspoed en beschaving die het christelijk geloof aan de Kongo had gebracht. Primitieve kunst is een belangrijke inspiratiebron geweest voor verschillende kunststromingen aan het begin van de 20e eeuw. (zie primitivisme)

## Definitie
Wat een kunstvoorwerp primitief maakt en wat een kunstwerk westers maakt is moeilijk te bepalen. Voor het postmodernisme werd elk kunstvoorwerp dat niet in het Westen gemaakt werd primitief genoemd. Sinds het postmodernisme worden kunstwerken niet meer alleen op formalistische (uiterlijke) eigenschappen beoordeeld, maar ook op hun culturele context.
Tegenwoordig worden kunstwerken die gemaakt worden in traditionele culturen en die een nog levende traditie hebben, met de term primitieve kunst bestempeld. Opgegraven kunstvoorwerpen uit uitgestorven culturen (bijvoorbeeld de Maya's en Azteken) worden vaak tot de niet-westerse kunstgeschiedenis gerekend. Dit omdat ze niet gemaakt zijn in het Westen en ook niet voortleven in een nog levende traditie. Deze inheemse kunstvormen worden bijvoorbeeld precolumbiaanse kunst genoemd. Inheemse kunstenaars die in een westerse traditie werken worden vaak tot de westerse kunstgeschiedenis gerekend en niet tot primitieve kunst. Zo maken kunstenaars uit het Amazonegebied sinds de 16e eeuw classicistische beelden, dit wordt geen primitieve kunst genoemd, omdat ze niet in de volkstraditie staan. In de kunsthandel worden kunstvoorwerpen die gemaakt zijn voor 1960 (Papoea-Nieuw-Guinea), voor 1930 (Afrika) en voor 1800 (Zuid-Amerika) tot de primitieve kunst gerekend.
Eeuwenoude vormen van primitieve kunst als dotpainting leven nog steeds voort en krijgen daarom wel de term primitieve kunst. Deze kunstvormen vallen echter duidelijk te onderscheiden van nog oudere (uitgestorven) kunstvormen, met name de paleolithische kunst en de neolithische kunst.
In plaats van primitieve kunst wordt tegenwoordig vaak tribale kunst gezegd. In het Angelsaksische taalgebied is de term primitive art nog vrij gangbaar, terwijl men in het Frans tegenwoordig bij voorkeur van art premier (in plaats van art primitif) spreekt. Beide termen zijn omstreden en een duidelijke definitie is daarom ook moeilijk te bepalen. In feite gaat het om volkskunst uit een bepaalde regio. Daarom spreekt men liever over traditionele volkskunst.

## Functie

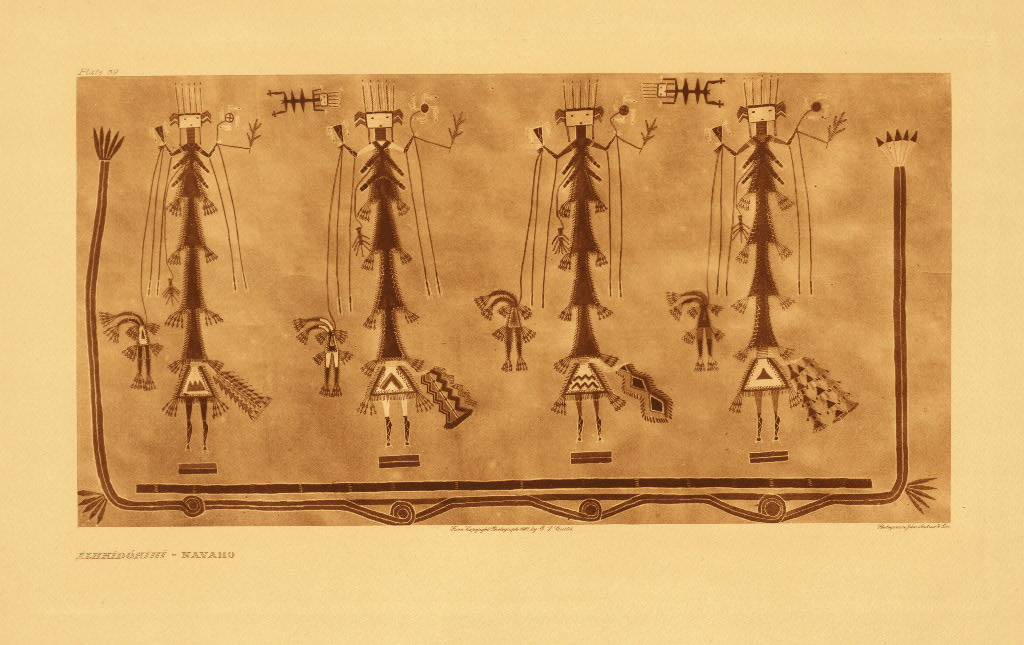
Zand-tekening van de Navajo, gefotografeerd begin 20e eeuw.

De meeste kunstvoorwerpen uit deze culturen hadden een rituele functie of dienden als gebruiksvoorwerp. In de westerse kunstcultuur is het heel gebruikelijk om kunstvoorwerpen aan te schaffen op basis van hun schoonheid. In de meeste traditionele volksculturen wordt weinig op basis van mooi en lelijk gesproken. Kunstobjecten waren voor dagelijks gebruik en waren goed of fout versierd, of liever gezegd; adequaat. Schoonheid is voor de Navajo-indianen niet iets wat ligt in dingen, maar in de relaties met de dingen. Zandtekeningen van de Navajo worden bewonderd om hun schoonheid, ze zijn echter bedoeld als genezende bezweringen, en ontlenen hun schoonheid voor de Navajo in het proces van de bezweringen. Het eindresultaat heeft geen belangrijke waarde. Vergelijkbaar zijn de malagan-beelden uit New-Ireland. Deze worden gebruikt in een begrafenisritueel om vervolgens zonder ceremonie verbrand te worden.

## Betekenis
Geen van deze 'primitieve culturen' heeft een soortgelijk woord voor kunst als het onze, Daarom zijn we voor de betekenis van een kunstwerk eerder aangewezen op antropologen dan op westerse kunsthistorici. Opmerkelijk daarbij is de authenticiteit die westerse kunstenaars (Picasso, Braque) aan deze beelden toekennen: de meeste van deze kunstenaars voerden slechts hun ambacht uit en waren aan strikte regels gebonden voor het afbeelden van elementen uit hun cultuur. Elk voorwerp was versierd in een lange traditie waarbij de verschillende beeldende elementen elk een eigen betekenis hadden. Traditionele Afrikaanse kunstenaars werkten daarom altijd in opdracht, en nooit autonoom zoals in Europa vanaf de renaissance gebruikelijk was.
In tegenstelling tot de westerse kunstgeschiedenis, waar kunstwerken vaak een representatie zijn van de werkelijkheid, zijn primitieve beelden vaak een weergave van het mystieke innerlijke van de cultuur waaruit zij voortkomen. Zij neigen bewust naar het mysterieuze en esoterische. Dit maakt het achterhalen van de exacte betekenis vaak erg lastig, doordat veel gemeenschappen door westerse invloed volledig ontwricht raakten. Westerse kunstopvattingen over een primitief kunstvoorwerp zijn vaak volledig anders dan die van de eigenlijke stam zelf. Behalve de mate waarin een kunstvoorwerp gebruikt is voor rituele doeleinden, speelt ook de status van de maker een belangrijke rol. Bij de Asmat worden maskers gemaakt door houtbewerkers, die tegelijkertijd succesvolle koppensnellers zijn, hoger geacht dan het masker van een houtbewerker die een lagere sociale status heeft.

## Veranderend kunstbegrip
Sinds de Verlichting is het gebruikelijk om in de westerse kunstcultuur met een rationaliserende blik naar kunst te kijken. Kunst is een eigen terrein dat los staat van de samenleving, de maker en de logica. Primitieve kunstvoorwerpen zijn meestal onderdeel van een groter ritueel, waarbij de religieuze ervaring van de drager van het masker of de toeschouwer centraal staat. Primitieve kunst is voor de eigenlijke bevolking geen autonoom terrein, maar een directe link naar de belangrijkste onderdelen van hun cultuur. Sinds de verlichting zijn Afrikaanse kunstvoorwerpen neergezet als een projectie van wat het westen als Afrikaanse kunst ziet. Er wordt bijvoorbeeld gesproken over een primitieve oerkracht en woeste erotiek. Een goed voorbeeld hiervan is het tentoonstellen van de khoikhoivrouw Saartjie Baartman als attractie. Het exotisch maken van primitieve kunst, en de niet westerse kunstenaar heeft lange tijd westerse kunstopvattingen beïnvloed. Vergelijkbaar is het oriëntalisme, een kunststroming waarin het oosten afgeschilderd wordt als mysterieus, sensueel en onontwikkeld.
Een ander probleem is dat veel kunstvoorwerpen voor de eigenlijk bevolking slechts gebruiksvoorwerpen zijn, bijvoorbeeld met krokodillen versierde hamers van de Sepik. In het verleden hebben westerse kunsthandelaars bijvoorbeeld afgesproken dat gereedschappen uit hard hout als kunstvoorwerpen beschouwd werden, en gereedschappen uit zacht hout bedoeld waren als souvenirs voor toeristen. Hard hout is (meestal) duurzamer, en biedt de mogelijkheid voor meer detail. Een sepik-kunstenaar zal het verschil tussen een ritueel voorwerp en een souvenir voor toeristen onmiddellijk zien, omdat de geest van de krokodil een bepaald soort hout, een bepaald volume en een bepaalde vorm nodig heeft om zich met de hamer te kunnen vereenzelvigen. Voor een sepik-kunstenaar is deze innerlijke kwaliteit net zo zichtbaar als de kwaliteit van een Van Gogh voor westerse kunstkenners.
Bij de bepaling van de waarde of betekenis is het dus belangrijk dat het westers kunstbegrip niet toereikend is. Tegenwoordig wordt er veel moeite gedaan om de culturele context van een kunstvoorwerp tijdens exposities te tonen, bijvoorbeeld door de oorspronkelijke makers of cultuur om advies te vragen. In het Tropenmuseum worden video-beelden en muziek getoond, om de bezoeker bewust te maken van de achtergrond van een kunstvoorwerp. Het historisch museum in Buffalo (New York) leent rituele maskers soms tijdelijk uit aan de nakomelingen van de oorspronkelijke bezitters. Deze indianenstammen gebruiken de maskers vervolgens in hun heilige ceremonies, en daarmee worden de kunstvoorwerpen getoond en gebruikt in een levende traditie.

## Afrika

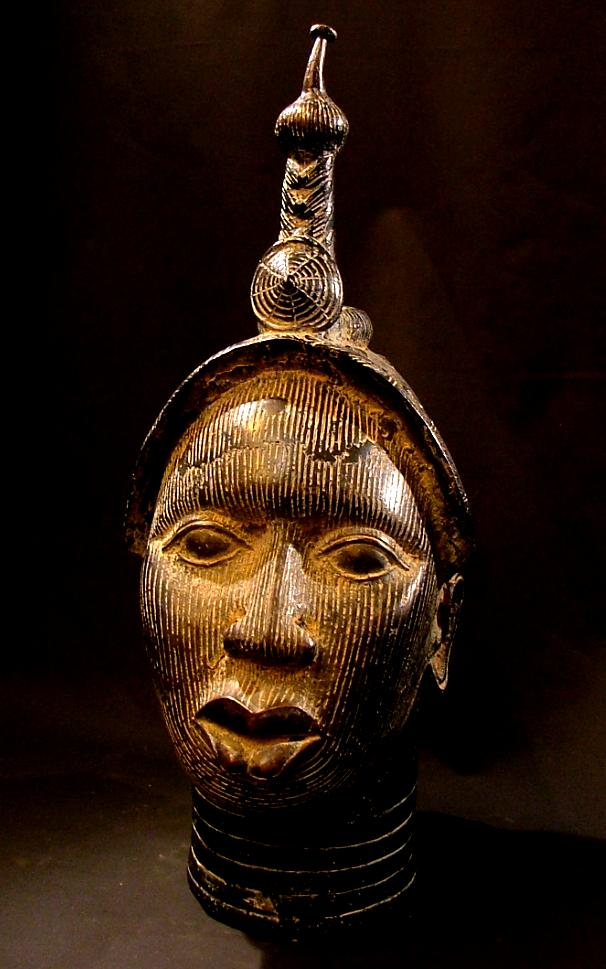
Bronzen beeld uit Benin

Afrika biedt een enorme verscheidenheid aan traditionele Afrikaanse kunstvoorwerpen, waaronder maskers. Hoewel er grote verschillen zijn tussen de culturen onderling, zijn er ook enkele overeenkomsten. Afrikaanse kunst bestaat voor het merendeel uit houten driedimensionale mensfiguren. Vaak met een grote mate van abstractie of stilering en soms met dierlijke kenmerken. Daarnaast zijn kunstvoorwerpen vaak een onderdeel van een groter ritueel, waarbij dans, kostuums en zang een even belangrijke rol spelen. Afrikaanse kunstenaars lijken meer geïnteresseerd in de mystieke eigenschappen van datgene wat ze verbeelden dan een naturalistische representatie. Dit omdat de geestenwereld het belangrijkste uitgangspunt vormde voor Afrikaanse kunstenaars.
Door heel Afrika worden mensfiguren afgebeeld, vaak zijn dit voorouderbeeldjes, natuurgoden of vooraanstaande personen. Bijvoorbeeld de bronzen beelden uit Benin. Andere bekende kunstobjecten zijn sjamanistische maskers, weefsels, hoofdsteunen, kledingstukken, sieraden en gebruiksvoorwerpen. Bekende maskers zijn die van de Dogon, deze worden in rituele ceremonies gebruikt, bijvoorbeeld offerplechtigheden of een regendans, waarbij de drager in een diepe spirituele trance terechtkomt, om contact te maken met de geestenwereld. Zonder deze context hebben de maskers voor de Dogon zelf geen kunstzinnige waarde en worden op een geheime plek bewaard, ver weg van kunstrovers.
Bij de Yoruba komen ongewoon veel tweelingen voor. Bij het overlijden van één of beide van de tweelingen wordt er een ibeji (tweelingenbeeldje) gesneden. De moeder zorgt voor deze beeldjes alsof het nog levende kinderen zijn. Opvallend zijn ook de felgekleurde danskostuums en ade (koninklijke kroon van textiel) in de kleuren rood, zwart, geel en - opmerkelijk voor Afrikaanse kunst - blauw. Vruchtbaarheidsbeelden komen door heel Afrika voor, een van de bekendste zijn de versierde namji-poppen uit het noorden van Kameroen. Deze hebben smalle cilindervormige ledematen en kleine ronde hoofden. Ethiopië is het enige land dat aan Europese kolonisatie is ontsnapt. De Konso maken waga grafbeeldjes die in hun angstaanjagendheid aan Polynesische maskers doen denken. Waga's zijn gedenktekens voor overleden vooraanstaande personen, die getuigen van hun mannelijkheid, status en macht. De mannelijke waga worden afgewerkt met een stijve penis op hun voorhoofd. Zoals in veel Afrikaanse beelden spreekt er een woeste erotiek uit de verbeelding van vruchtbaarheid en mannelijke viriliteit. Dit staat in schril contrast met de westerse kunst uit het begin van de 20e eeuw, die preutser en subtieler was in het verbeelden van sekssymbolen.
Kunstenaars die beïnvloed zijn door Afrikaanse kunst zijn onder anderen Van Gogh, Picasso, Braque en Matisse. Door de fixatie op het realisme voelden zij zich niet langer verwant met eigentijdse kunstuitingen en zochten ze naar een rauwere, magische en religieuze verbeelding van hun onderbewustzijn, die ze in deze kunstwerken vonden. Dit had tot gevolg dat de kunstwereld snel de stap maakte naar een expressieve manier van verbeelden waarin het onderbewustzijn net zo'n of zelfs belangrijkere rol kreeg in de kunst. Niet de buitenwereld, maar de binnenwereld werd als uitgangspunt genomen.

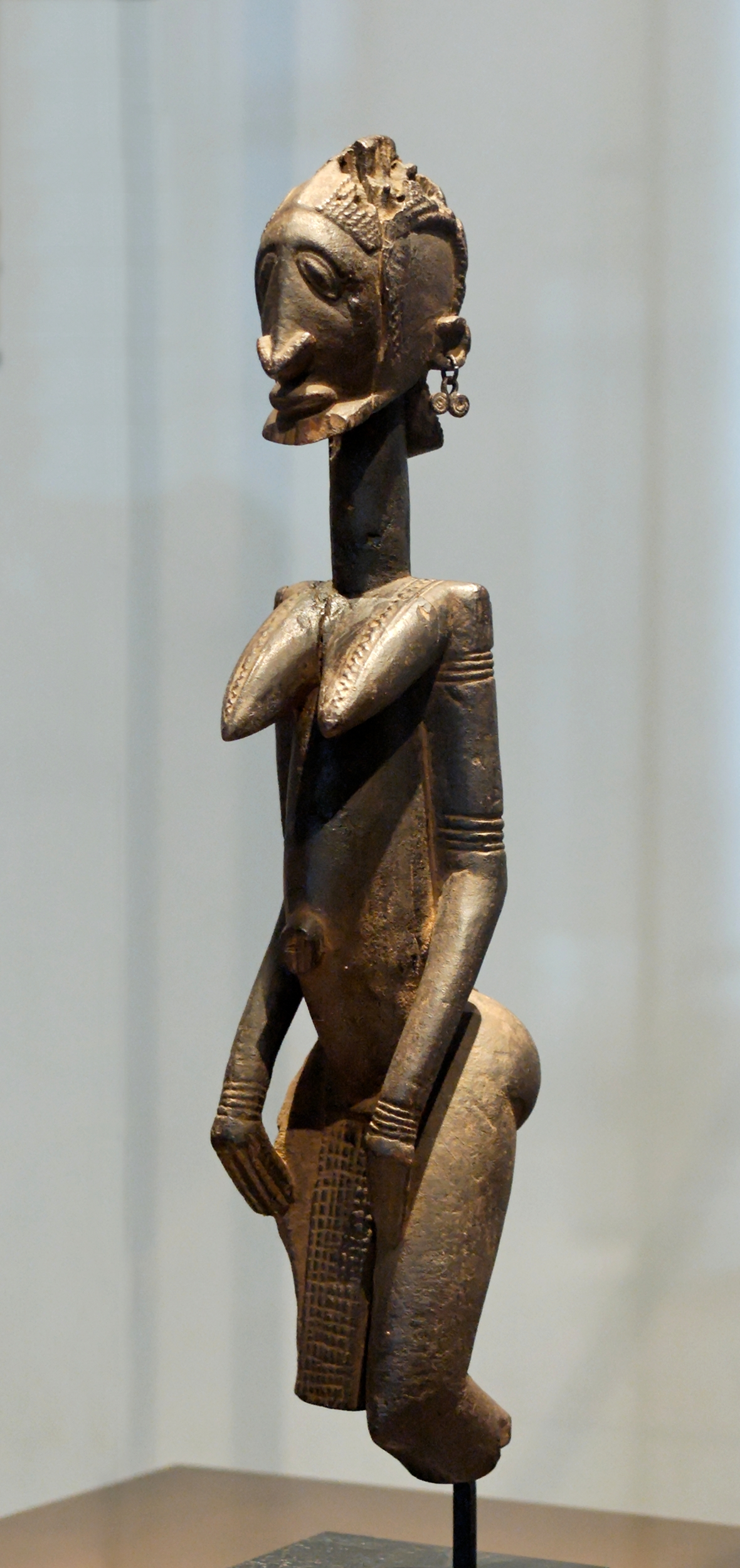
Houten Dogon-voorouderbeeld, 17e, 18e eeuw
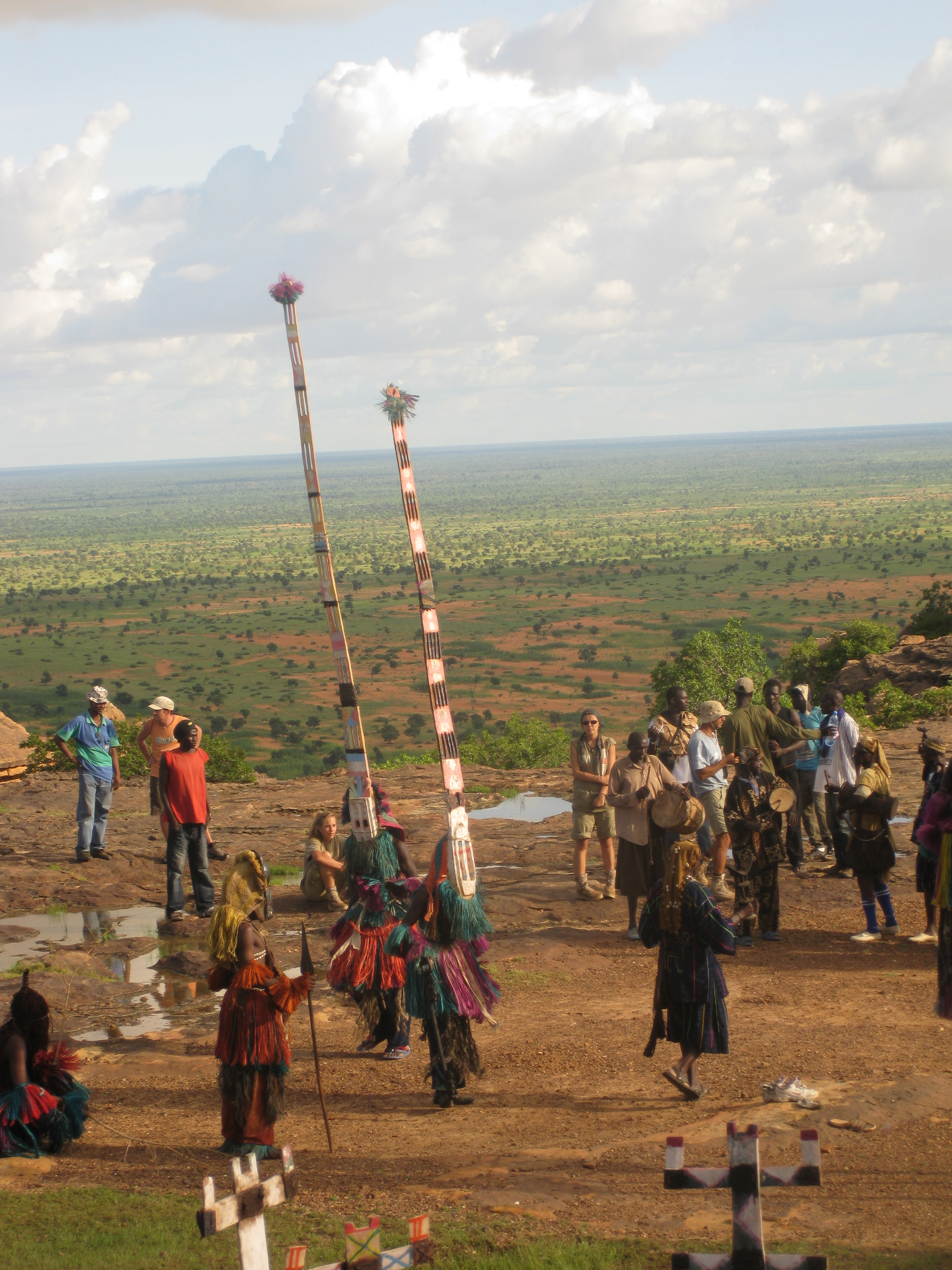
Dogon-ceremonie met maskers
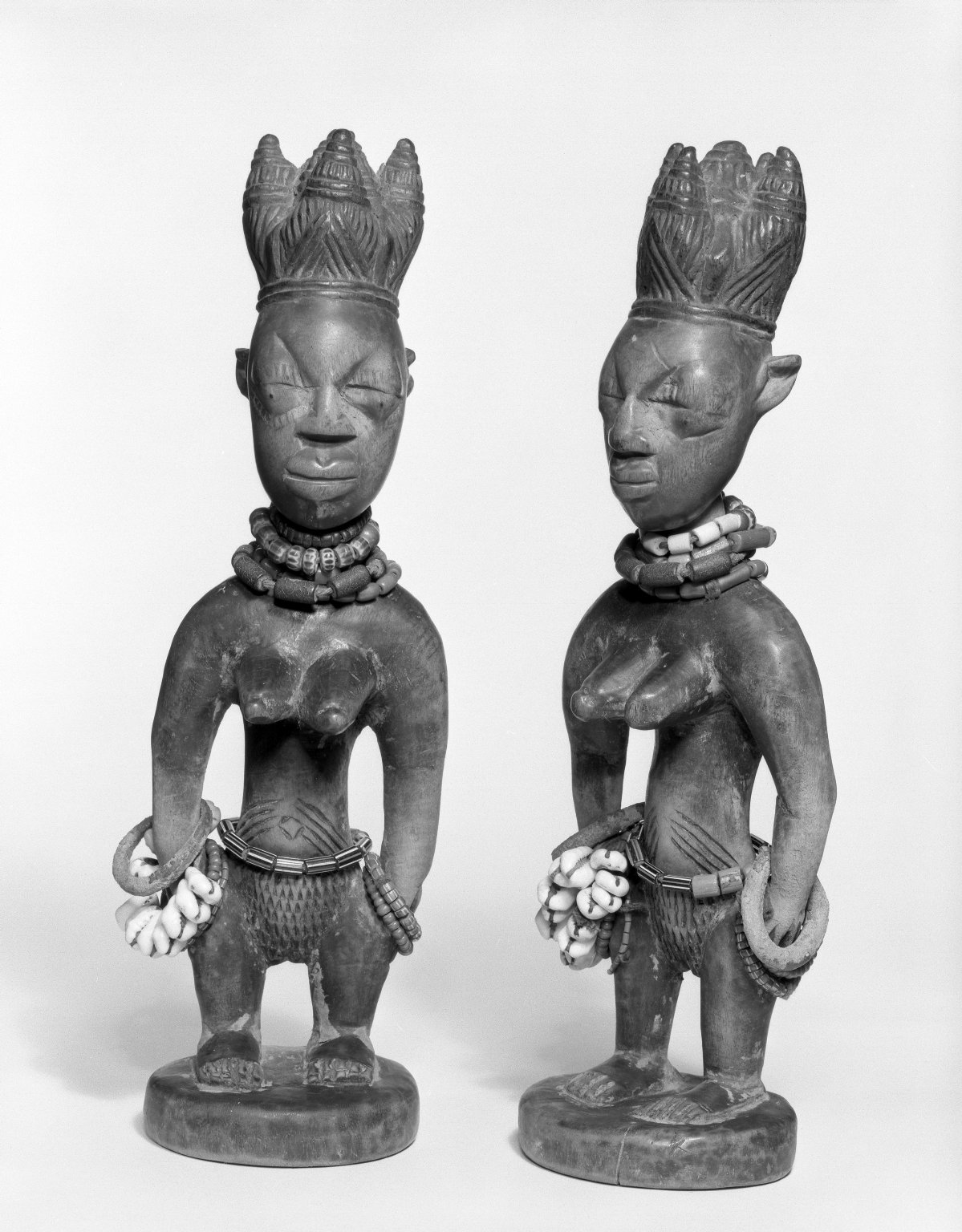
Ibeji-beeldjes, laat-19e-eeuws
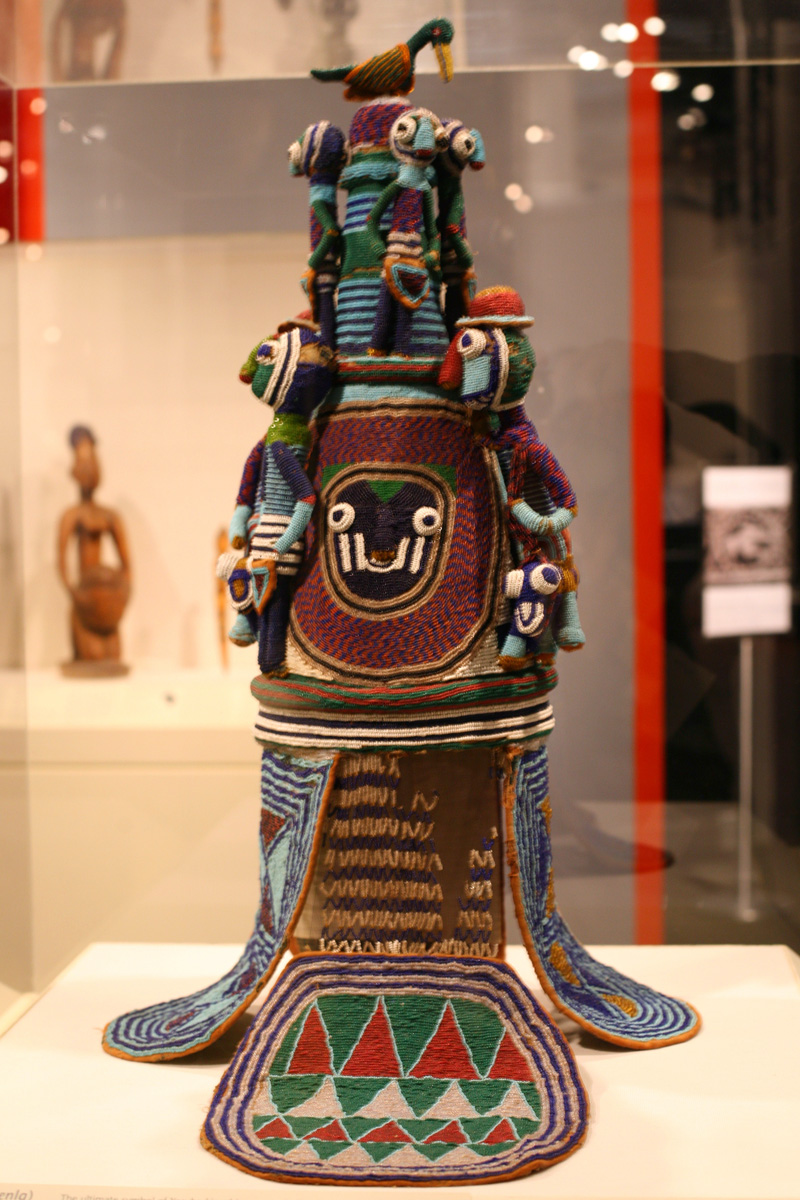
Yoruba-textielkroon, laat-19e-eeuws
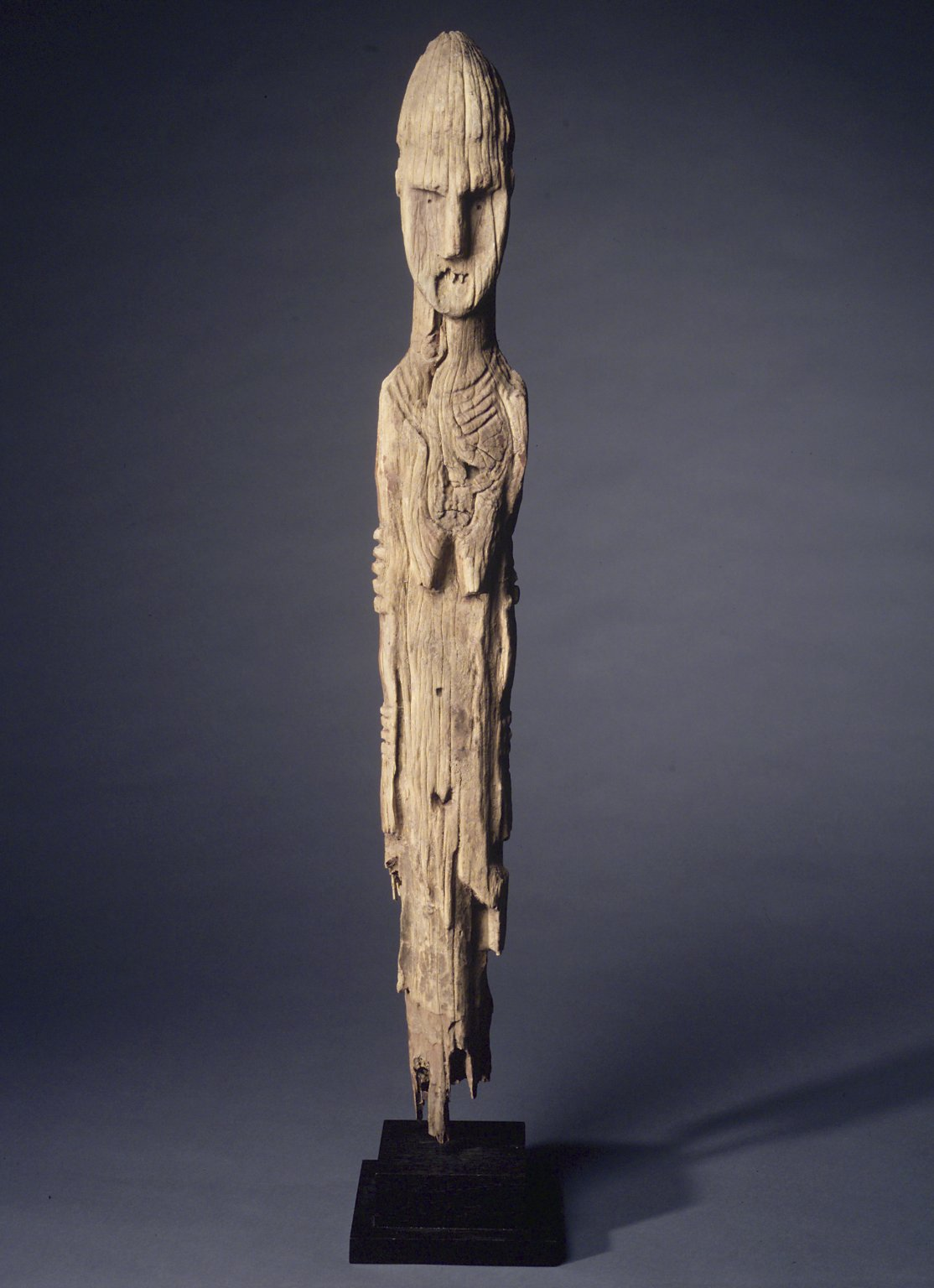
Vrouwelijk waga-beeld van de Konso, 19e-eeuws
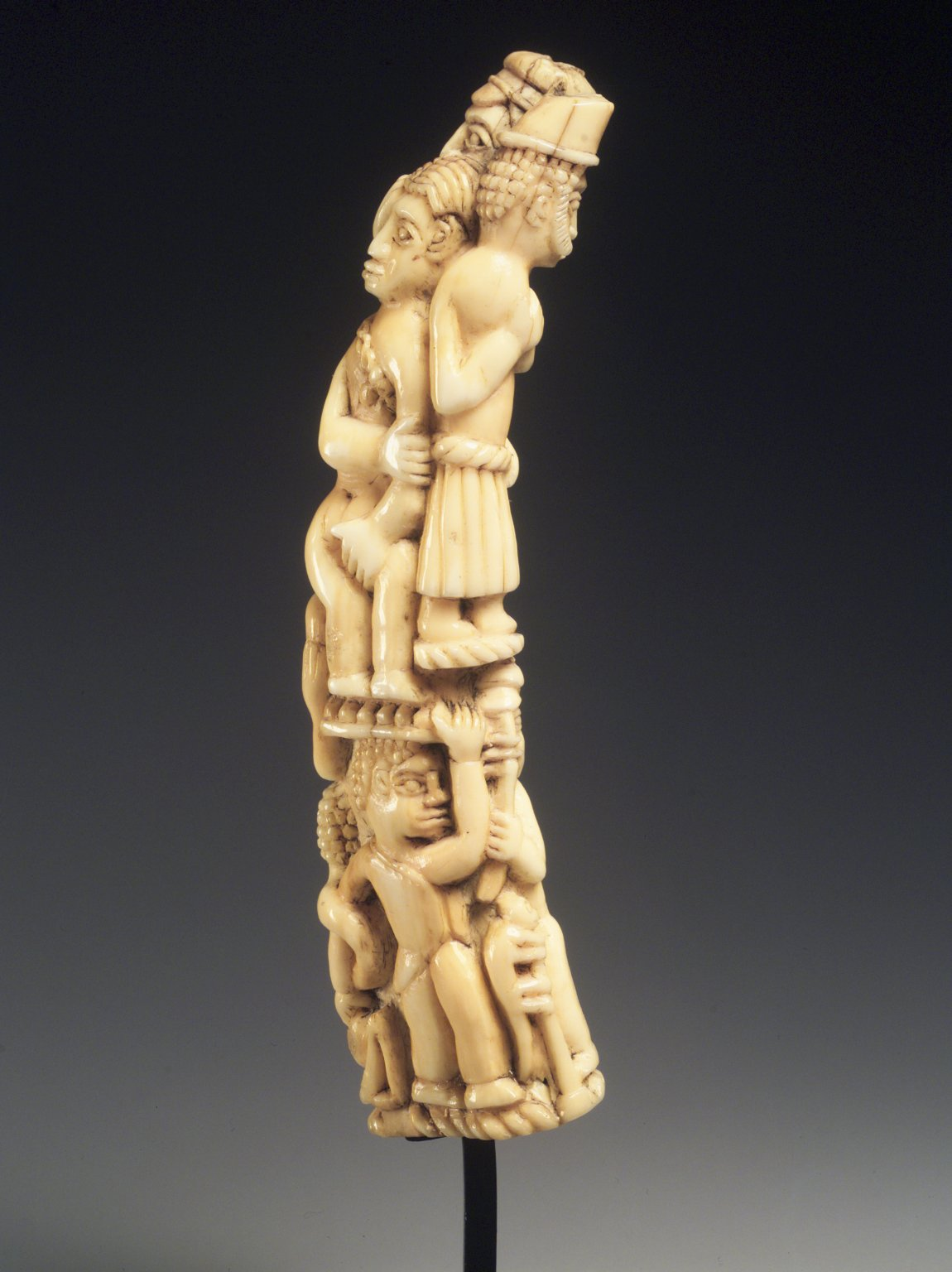
Ivoren beeldje uit Congo, 19e-eeuws

## Noord-Amerika

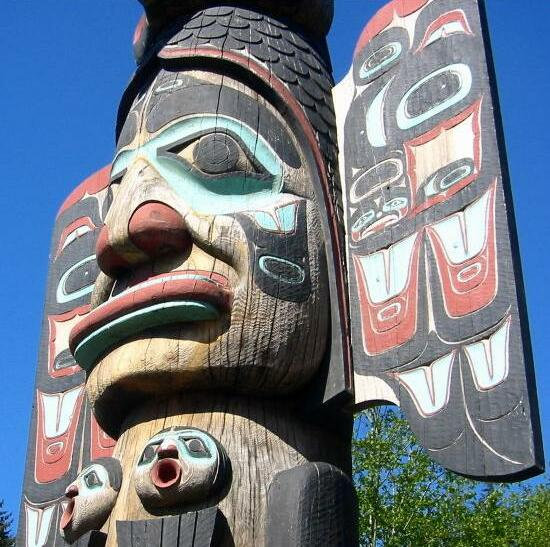
Een totempaal uit Ketchikan, Noord-Alaska. Totempalen zijn monumentale houten sculpturen, meestal uitgehakt in western redcedar. Er zijn verschillende redenen om een totempaal te maken, als bewijs van eigendom of om een mythologisch verhaal te vertellen.

De inheemse bevolking van Noord-Amerika, door ons gewoonlijk indianen genoemd, heeft een grote hoeveelheid kunstvoorwerpen achtergelaten: totempalen, kano's, kleding, sieraden en potten.
Een opmerkelijk ritueel bij de Kwakiutl-indianen zijn de zogenaamde potlatches. Een stamhoofd nodigt alle naburige stamhoofden uit voor een groot feest. Hierbij daagt hij andere stamhoofden uit door een kunstvoorwerp uit zijn collectie voor de ogen van het andere stamhoofd kapot te slaan. Deze moet dan iets van gelijke of grotere waarde uit zijn eigen collectie kapotmaken, of bespot worden door alle stammen uit de regio. Het is een vorm van indruk maken en dikdoenerij om zijn eigen rijkdom te benadrukken. De Kwakiutl staan vooral bekend om hun houtbewerkingen, met name totempalen en maskers. Deze hebben vaak dierlijke vormen als uitgangspunt, bijvoorbeeld adelaars, beren en raven, versierd met rode, zwarte en gele kleuren. De dierenmaskers worden veelvuldig gebruikt in dansen van de Kwakiutl, om aan te geven door welk dier de danser bezeten is.
Een andere bekende kunstvorm is die van de Inuit. De Inuit, beter bekend als Eskimo's, zijn een nomadisch volk dat hoofdzakelijk boven de poolcirkel leeft. Door hun nomadische cultuur zijn de meeste voorwerpen vrij klein en makkelijk mee te nemen. De meeste kunstobjecten zijn sculpturen van zeepsteen, ivoor, walvisbot en hout. Traditioneel zijn de meeste sculpturen dierlijke figuren, die de drager van het beeldje bescherming tegen boze geesten verleenden of die puur als decoratie dienden. Vanaf de 16e eeuw dienden deze kunstvoorwerpen als koopwaar in ruil voor thee, alcohol en wapens. In 1949 begon de Canadese overheid de Inuit te stimuleren om hun kunstvoorwerpen aan westerse handelaren te verkopen en zich op een vaste plek te vestigen. Inuit-kunst werd erg populair in de jaren die hierop volgden en dit had tot gevolg dat de Inuit grotere beelden gingen maken en meer in een westerse traditie van representatie van de werkelijkheid gingen werken.
Andere bekende indianen-stammen in Noord-Amerika zijn de Sioux, Paiute, Wichita en Chumash. Vooral bekend van geweven manden en stoffen, en rotstekeningen.

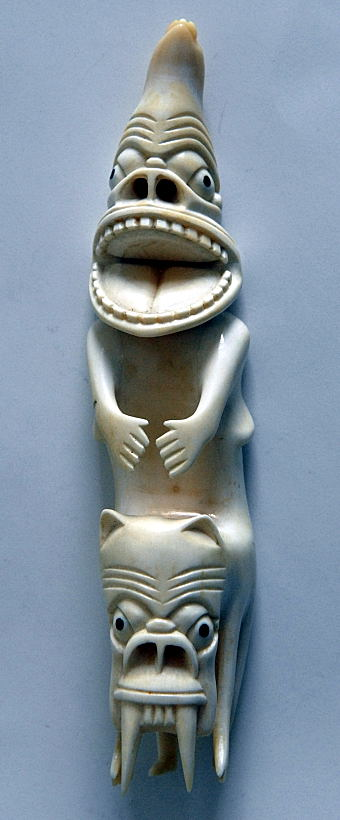
Een tupilak, wraakgeest-beeldje van de Inuit
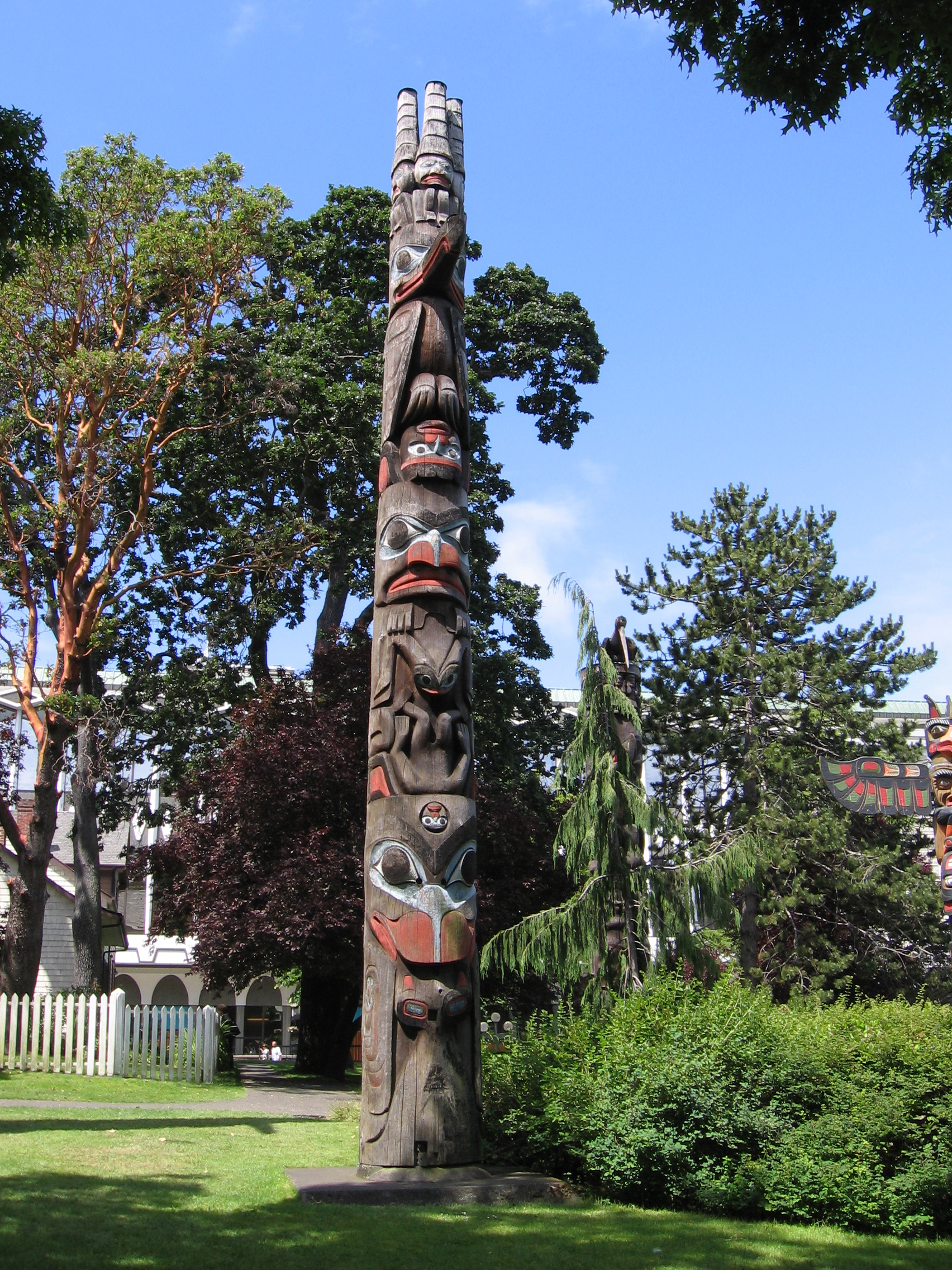
Totempaal van de Haida
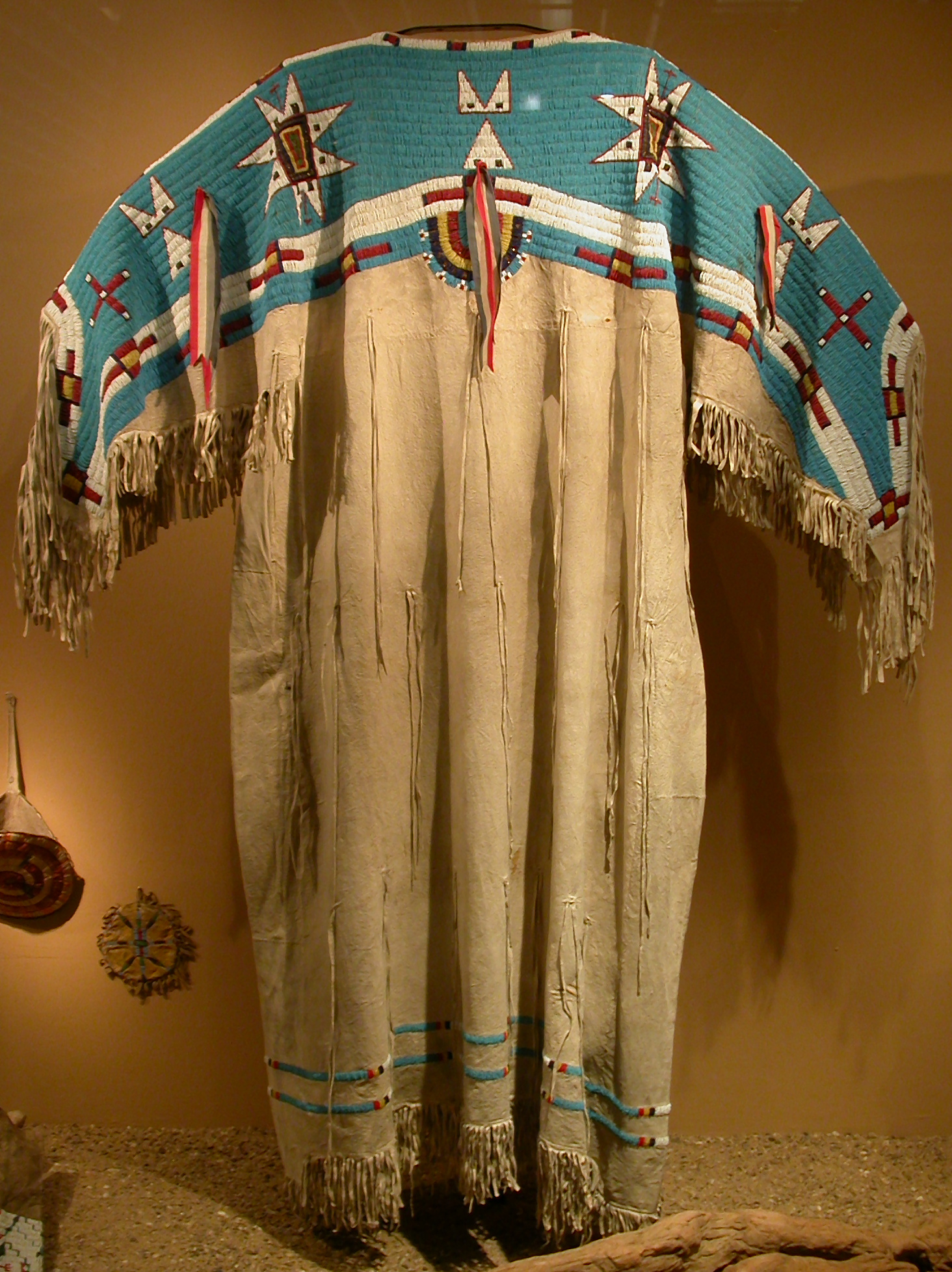
Vrouwelijke jurk van de Sioux
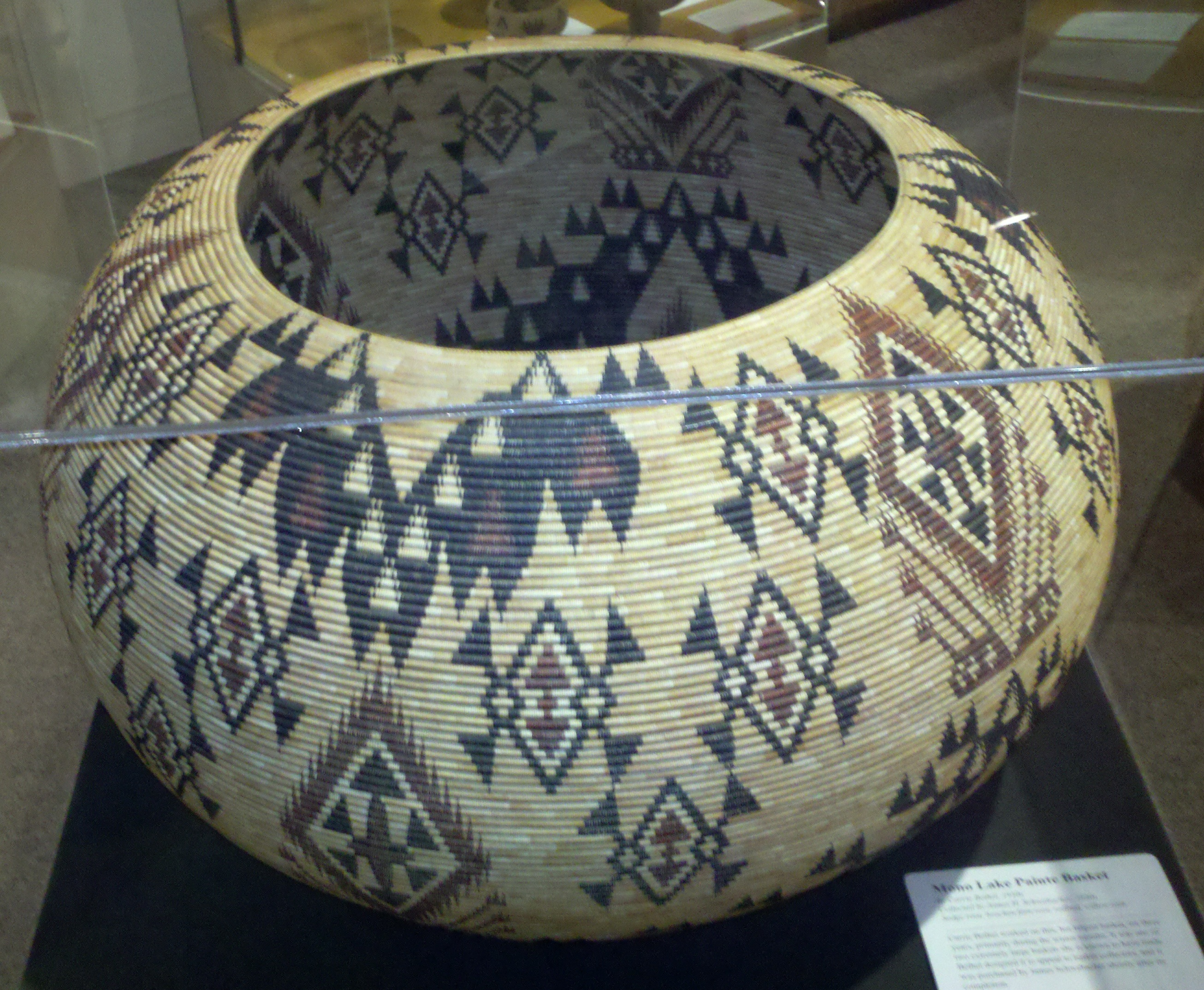
Een mand gemaakt door Carrey Bethel van de Paiute-stam, 1935
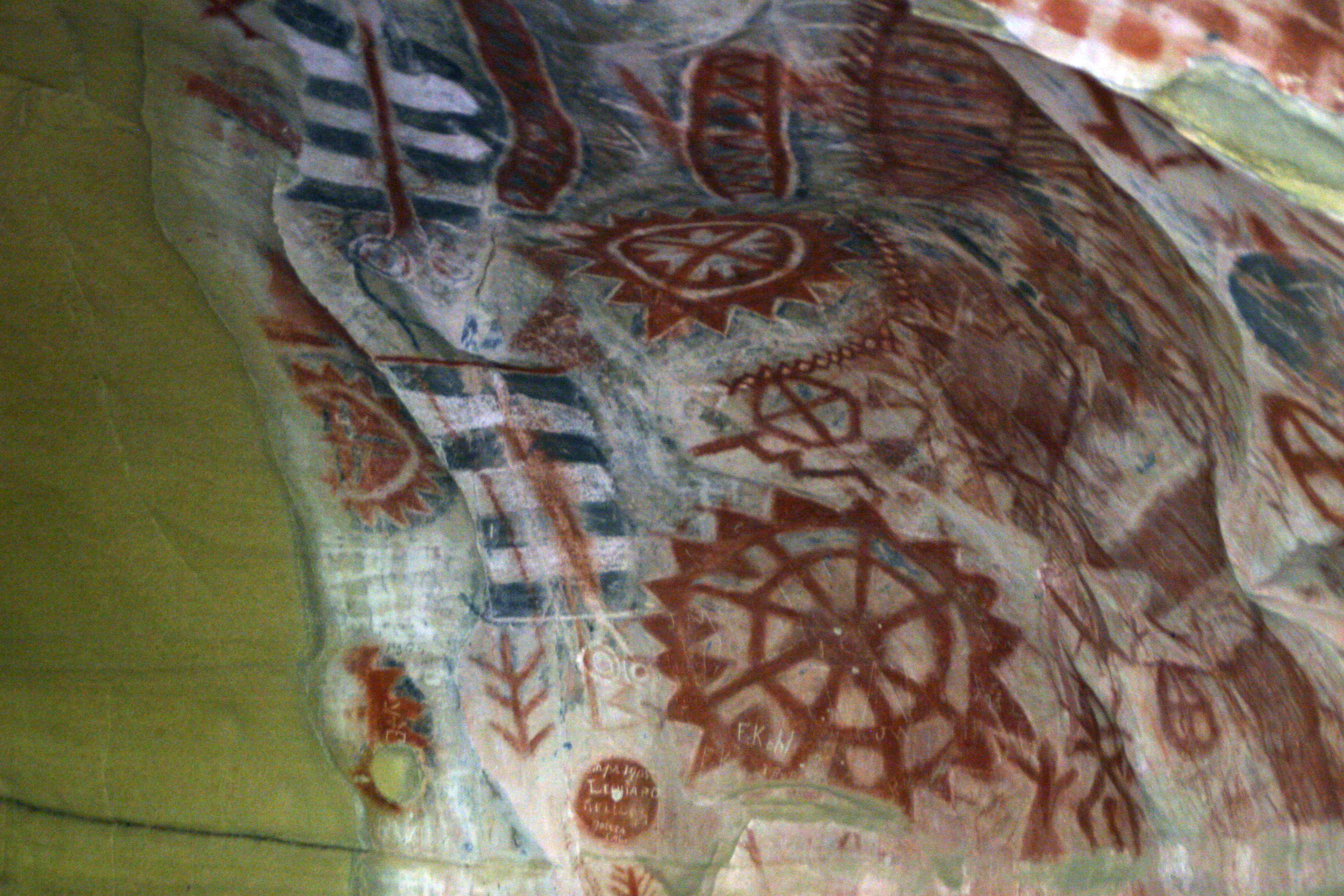
Chumash-rotstekening, Painted Cave, Zuid-Californië

## Zuid-Amerika

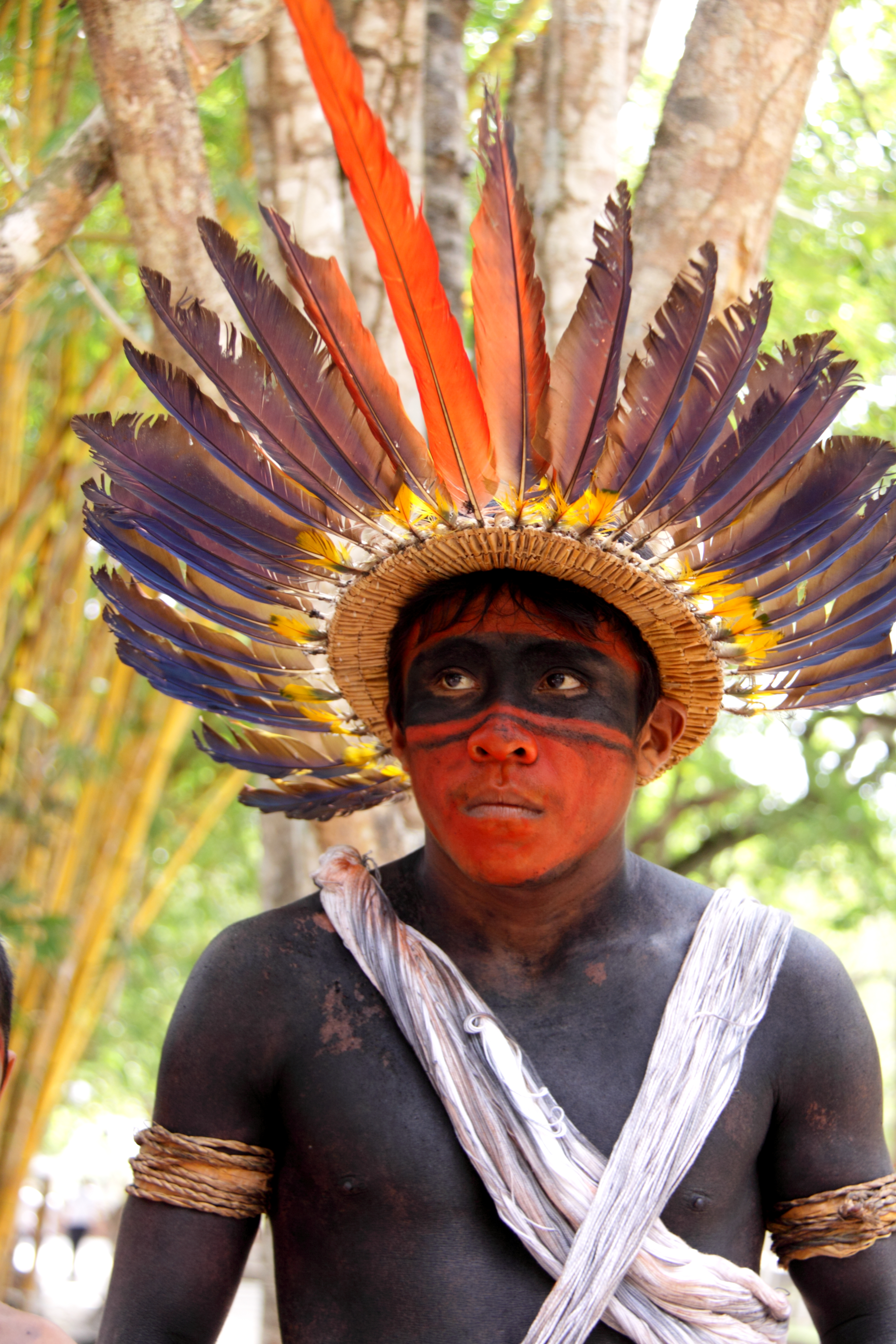
Assurini hoofdtooi, uit Pará, Brazilië

In de regenwouden van Brazilië, Peru en Venezuela leven nog steeds een groot aantal stammen op traditionele wijze. De meeste traditionele kunstvoorwerpen worden gemaakt door stammen in het Amazonegebied. Deze stammen leven een gedeeltelijk nomadisch leven waar ze in voedsel voorzien door jagen en verzamelen en tijdelijke landbouw. Kunst betreft vooral gevederde hoofdtooien, weefsels, aardewerk, sieraden en lichaamsbeschilderingen. De motieven zijn vaak abstract, zwart of rood, en geven de drager magische of simpelweg beschrijvende eigenschappen, bijvoorbeeld over zijn afkomst. Een veel voorkomende gewoonte is het gebruik van psychedelica als ayahuasca en DMT, zo zijn stammen als de Sanema in staat contact te maken met de geestenwereld. Deze geestenwereld vormt de basis voor hun lichaamsversieringen. De meest gebruikte materialen zijn hout, veren, planten en andere materialen uit de directe omgeving. Doordat de meeste stammen op erg afgelegen gebieden leven is er minder bekend over hun cultuur dan bijvoorbeeld traditionele Afrikaanse culturen, 69 stammen in Brazilië zijn tot op de dag van vandaag geïsoleerd van de buitenwereld.

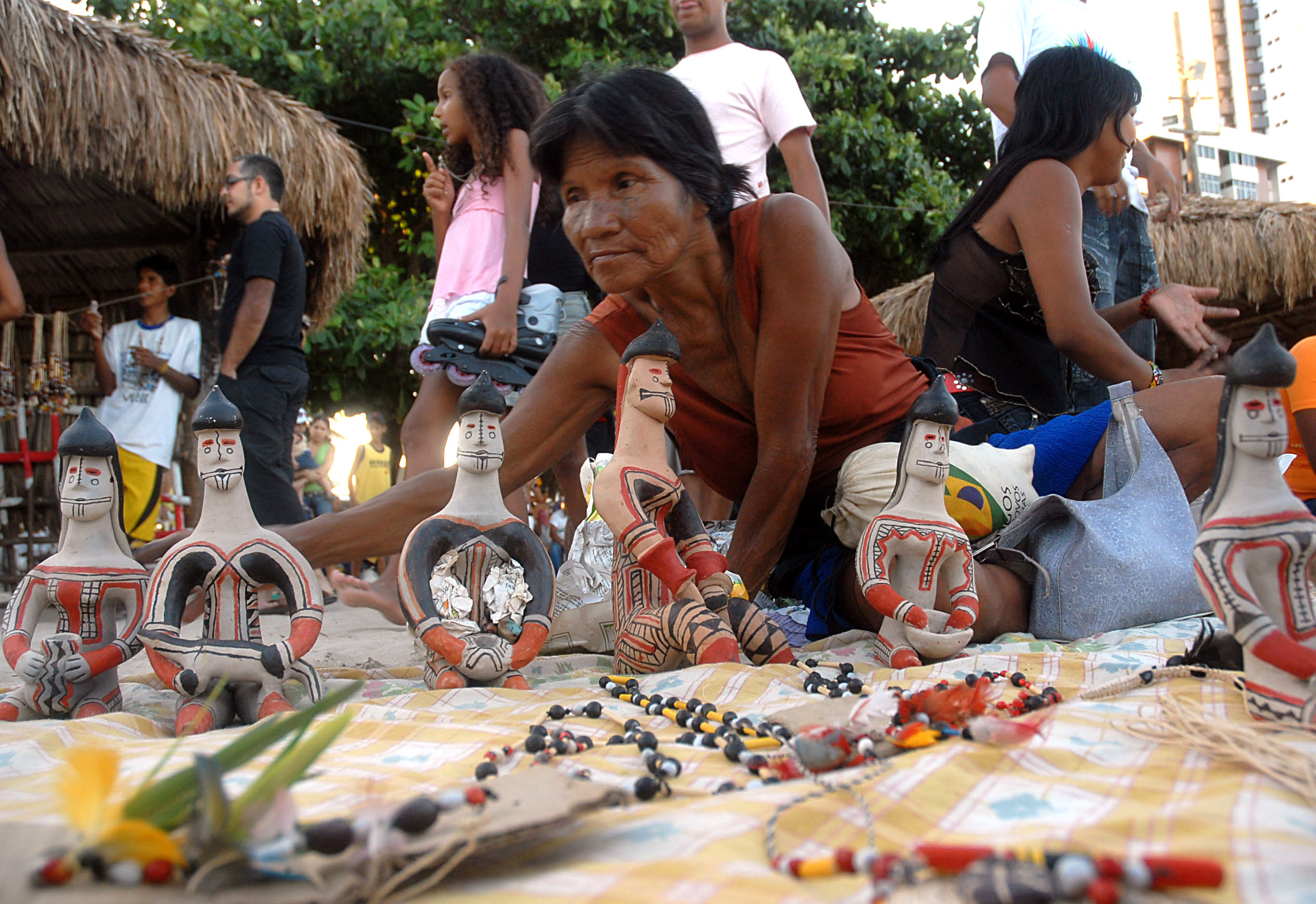
Marktwaar uit Olinda, Noordoost-Brazilië
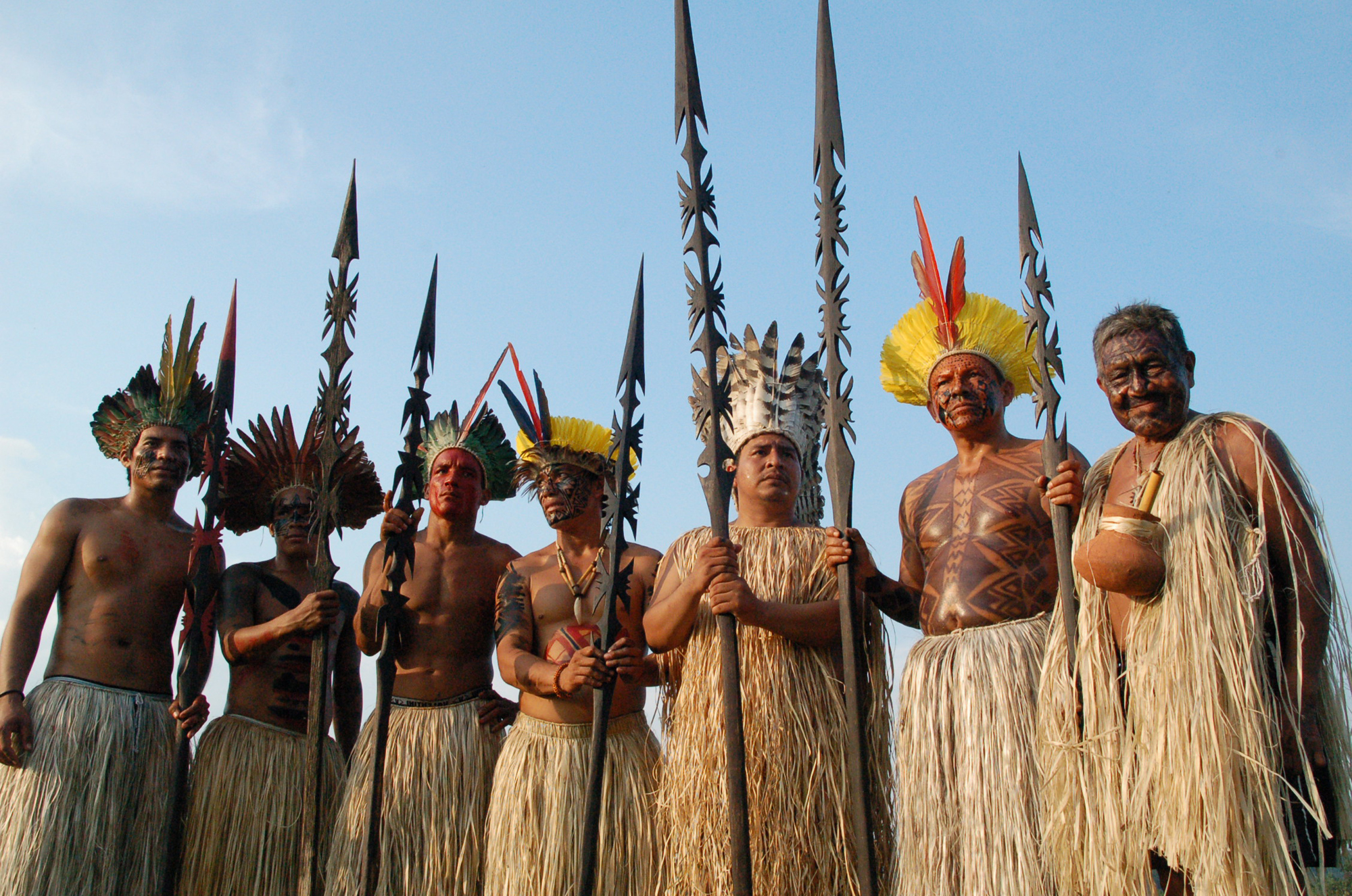
Yaminawá in traditionele uitrusting met gedecoreerde speren
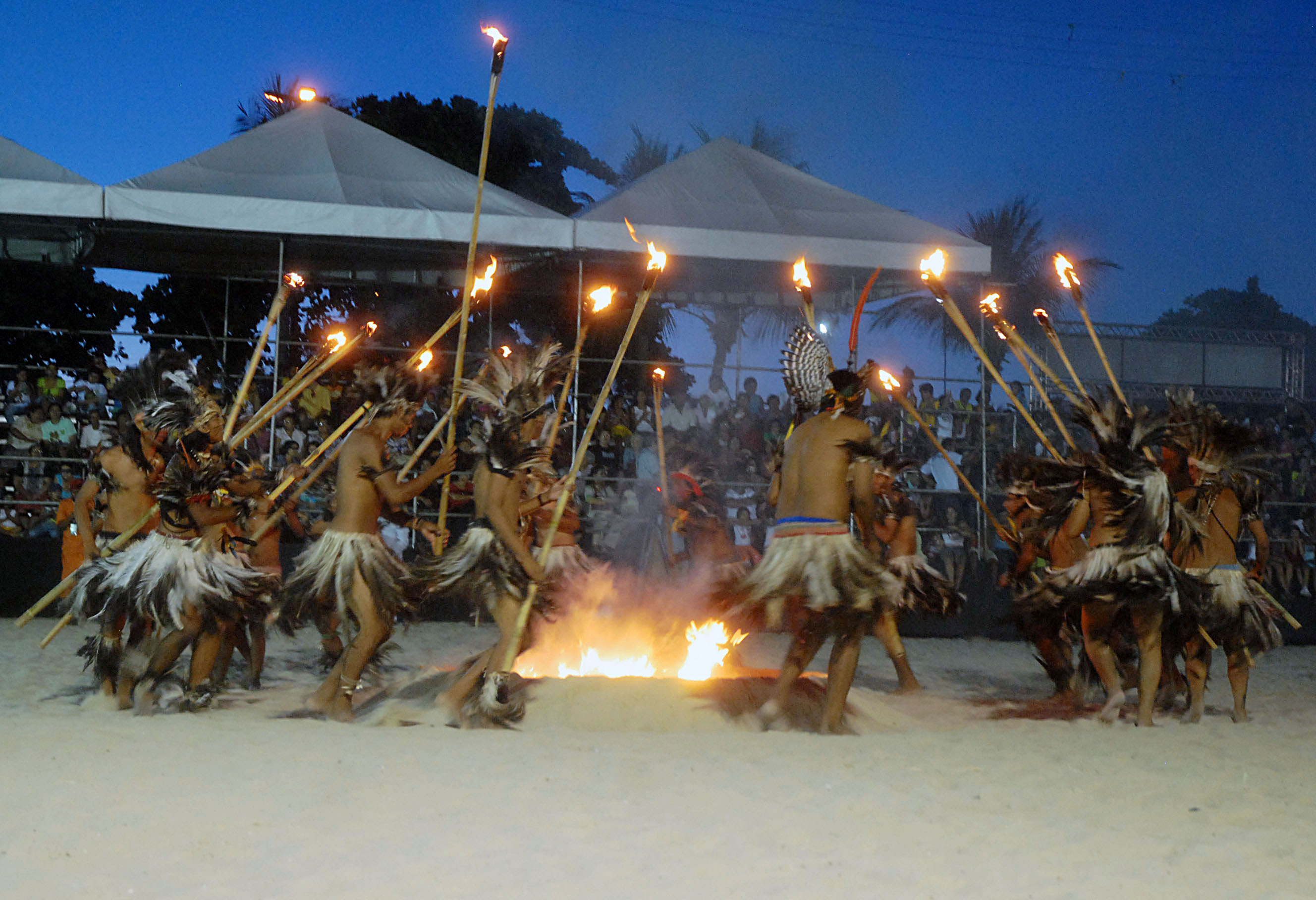
Ceremoniële dans van de Terena
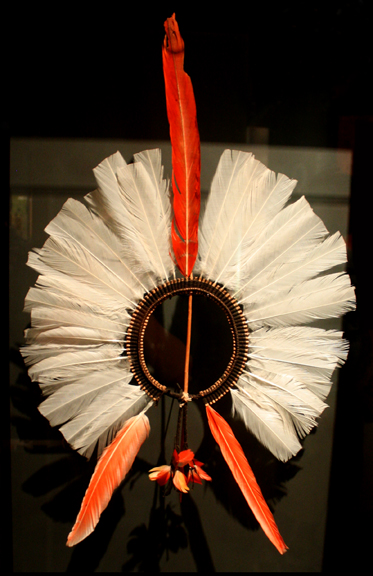
Kayapo hoofdtooi
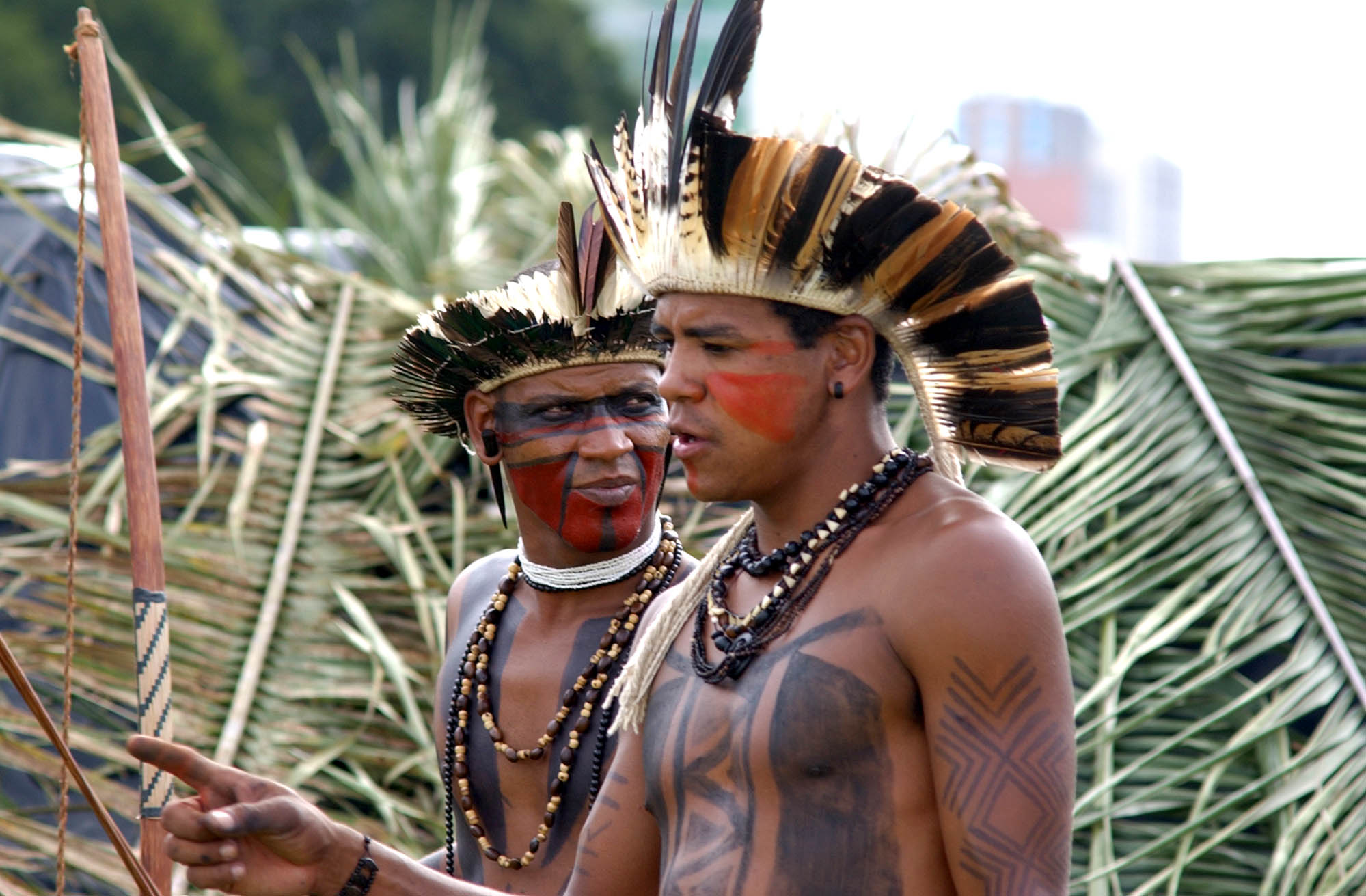
2 Pataxo-indianen in traditionele kleding

## Oceanië

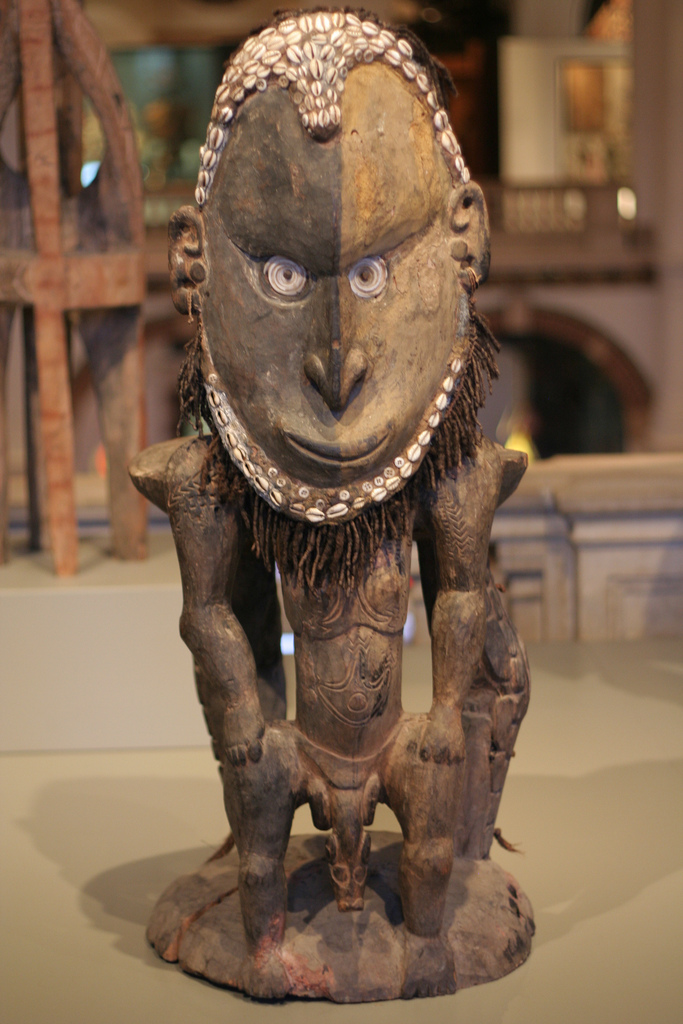
Sepik-figuur, versierd met schelpen en touw

Met Oceanië worden de eilandengroepen in Melanesië, Polynesië en Micronesië bedoeld. De stammen op deze eilanden kennen doorgaans een zeer hechte cultuur. De stamhoofden zijn vaak gekozen op basis van het aantal stuks vee, zwijnentanden of schelpengeld dat zij bezitten en ontlenen hun status aan hun vrijgevigheid en betekenis voor de stam. Deze eilandengroepen staan vooral bekend om hun maskers, kano's, sculpturen en traditionele dansen.
Melanesië is het grootste en dichtstbevolkte gebied in de Grote Oceaan. De verschillende stammen op de eilanden vertonen grote overeenkomsten met elkaar. Zo overheersen animistische godsdiensten en worden er offers gebracht aan de natuurgeesten om deze tevreden te houden. De bewoners geloven in mana, natuurgeesten die in alles aanwezig zijn. Voorouders, dieren, de zee, et cetera. Traditioneel dragen de meeste inwoners weinig kleding, slechts een lendendoek of peniskoker. Handel tussen de verschillende eilanden was een gevaarlijke onderneming, maar een belangrijk onderdeel om status en rijkdom mee te vergaren. Elk dorp heeft een mannenhuis waar de belangrijkste zaken besproken worden en heilige voorwerpen bewaard worden.
Kunstvoorwerpen kunnen doorgaans niet los gezien worden van hun rituele context en worden bewaard in het mannenhuis tot ze nodig zijn voor een ceremonie. De meeste voorwerpen zijn houten beeldjes van haaien, varkens of vogels. Daarnaast wordt er een groot aantal houten beelden van voorouders gemaakt, soms versierd met menselijk haar en schelpen. Deze voorwerpen zijn essentieel om geesten aan te roepen die hen kunnen helpen bij de yam-teelt, visvangst of vroeger het koppensnellen. Kunstwerken waren bedoeld als gebruiksvoorwerpen, niet als kunstzinnige uitingen.
Een veel gebruikt motief bij Oceanische stammen is de halvemaanvorm. Dit is een referentie aan de kano die onmisbaar is voor eilandstammen. Hoe vaker een voorwerp gebruikt werd, hoe meer mana het bezat, en dus krachtigere magische eigenschappen droeg. De Maori uit Nieuw-Zeeland gebruiken vooral spiraalmotieven, dit zie je terug in de moka (tatoeages), een veel gebruikte lichaamsversiering die als overgangsritueel dient.
De Asmat uit Papoea-Nieuw-Guinea gebruiken motieven van de bidsprinkhaan en de vleerhond. De ontwerpen van hun schilden refereren aan koppensnellen (de bidsprinkhaan bijt tijdens de paring de kop van het mannetje af) en de mate van angstaanjagendheid is dan ook belangrijker dan zijn verdedigende capaciteiten. Bij de dood van een familielid richtten de Asmat enorme voorouderpalen op, meestal uitlopend in een enorme penis en wit geschilderd om de kleur van de geesteswereld te symboliseren.
De Sepik, een ander volk uit Papoea-Nieuw-Guinea, versieren hun houten schilden en antropomorfe figuren met kenmerkende dierlijke eigenschappen. De neus heeft de vorm van een scherpe snavel en de ogen steken schuin naar weerszijden van het gezicht, als een kameleon. Het geheel wordt afgewerkt met felle rode, bruine en zwarte tinten, gewonnen uit plantaardige bronnen. Het mannenhuis van de Sepik bestaat uit twee verdiepingen, verdeeld in kleinere delen voor de verschillende clans. Het gehele huis is versierd met maskers, pilaren en houtsnedes die refereren aan de geslachtsorganen van de oervrouw. Vruchtbaarheid is een terugkerend element in alle Oceanische kunst, samen met koppensnellen en ritueel kannibalisme.
De bekendste voorbeelden van kunst uit Oceanië zijn de zogenaamde moai: gigantische stenen beelden op Paaseiland.

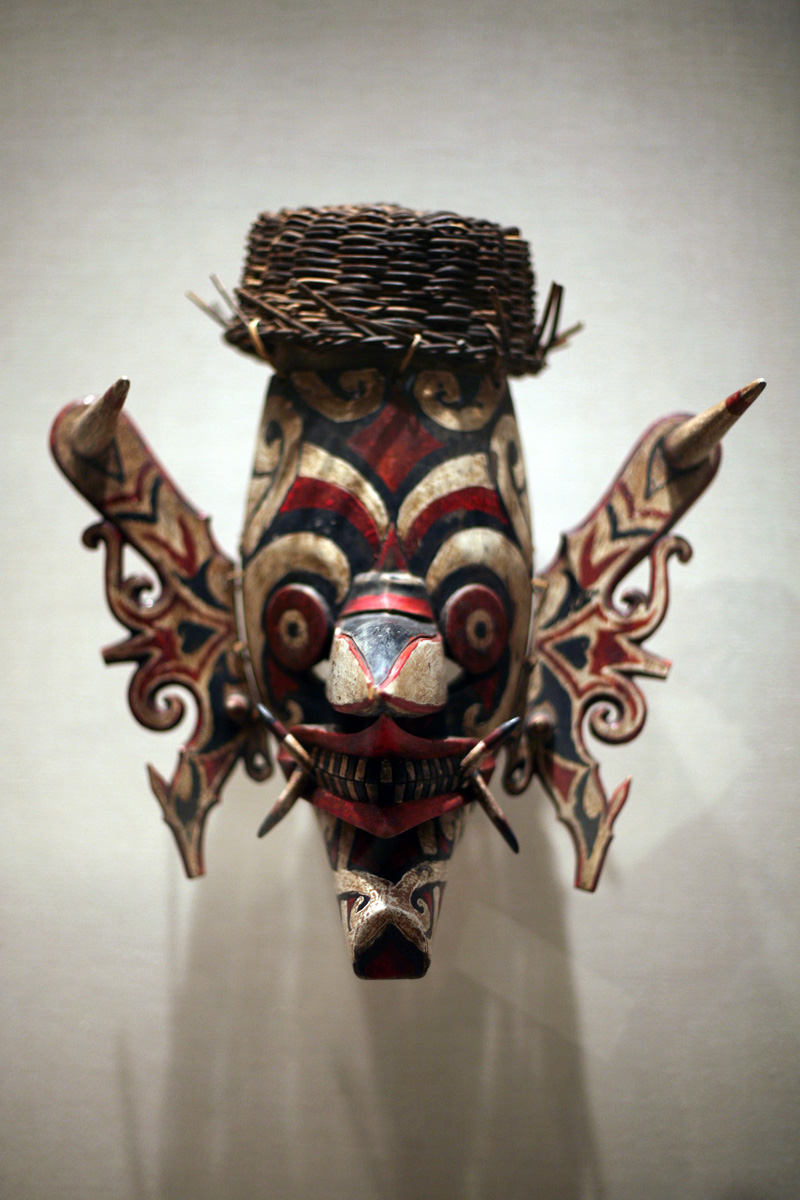
Hudoq-masker uit Borneo, laat-19e-eeuws
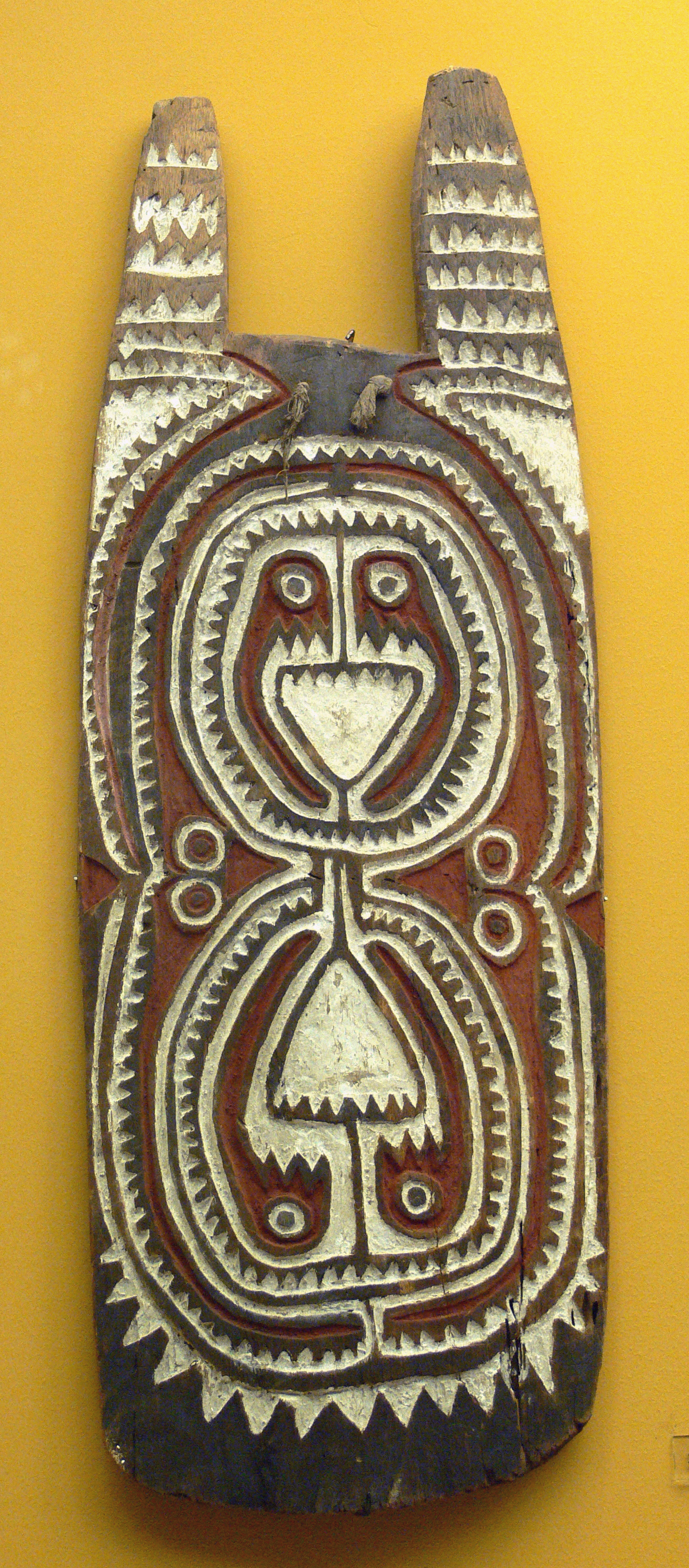
Haipua-schild, Papoea-Nieuw-Guinea, begin 20e eeuw
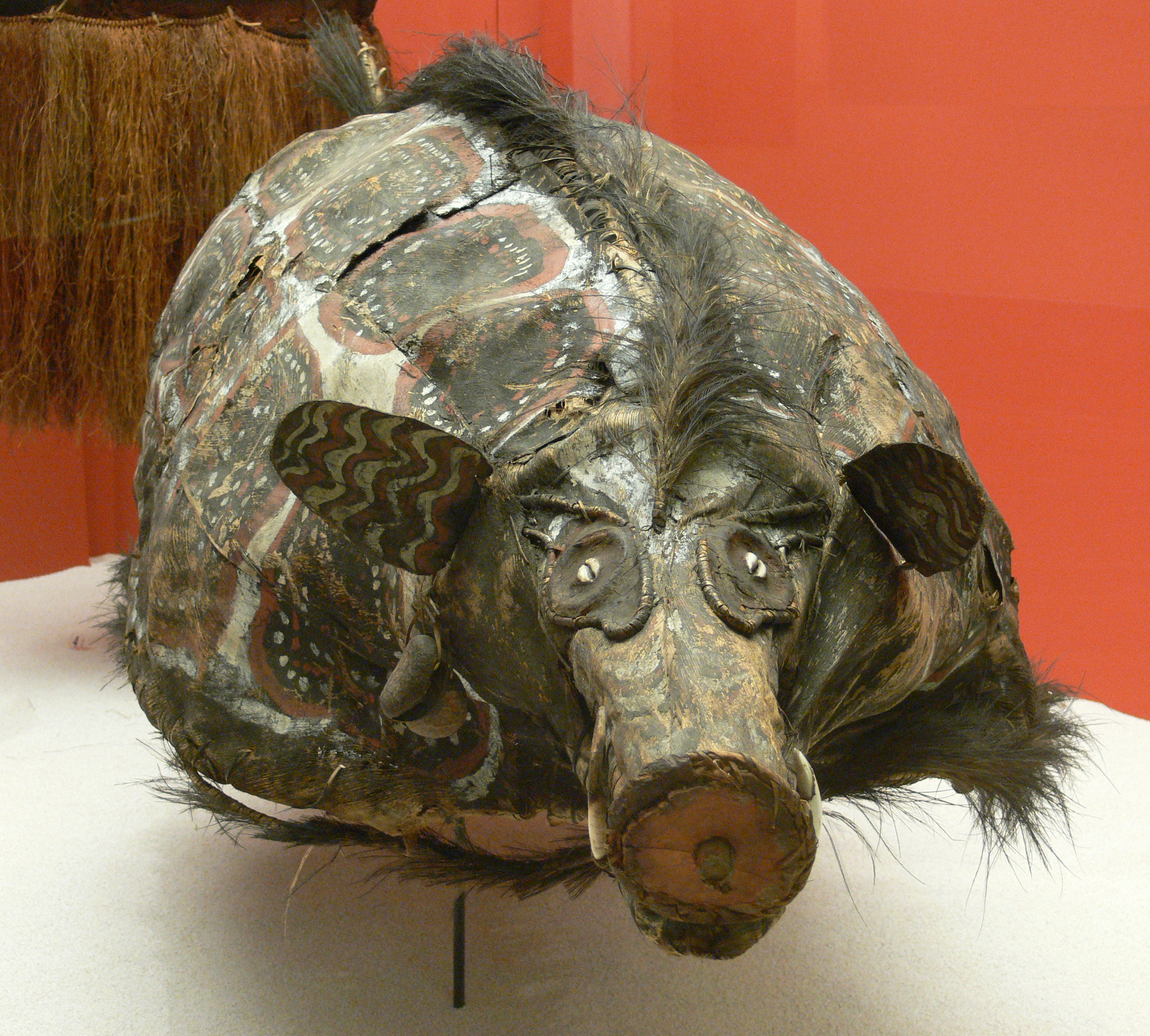
Sepik-varkensmasker, begin 20e eeuw
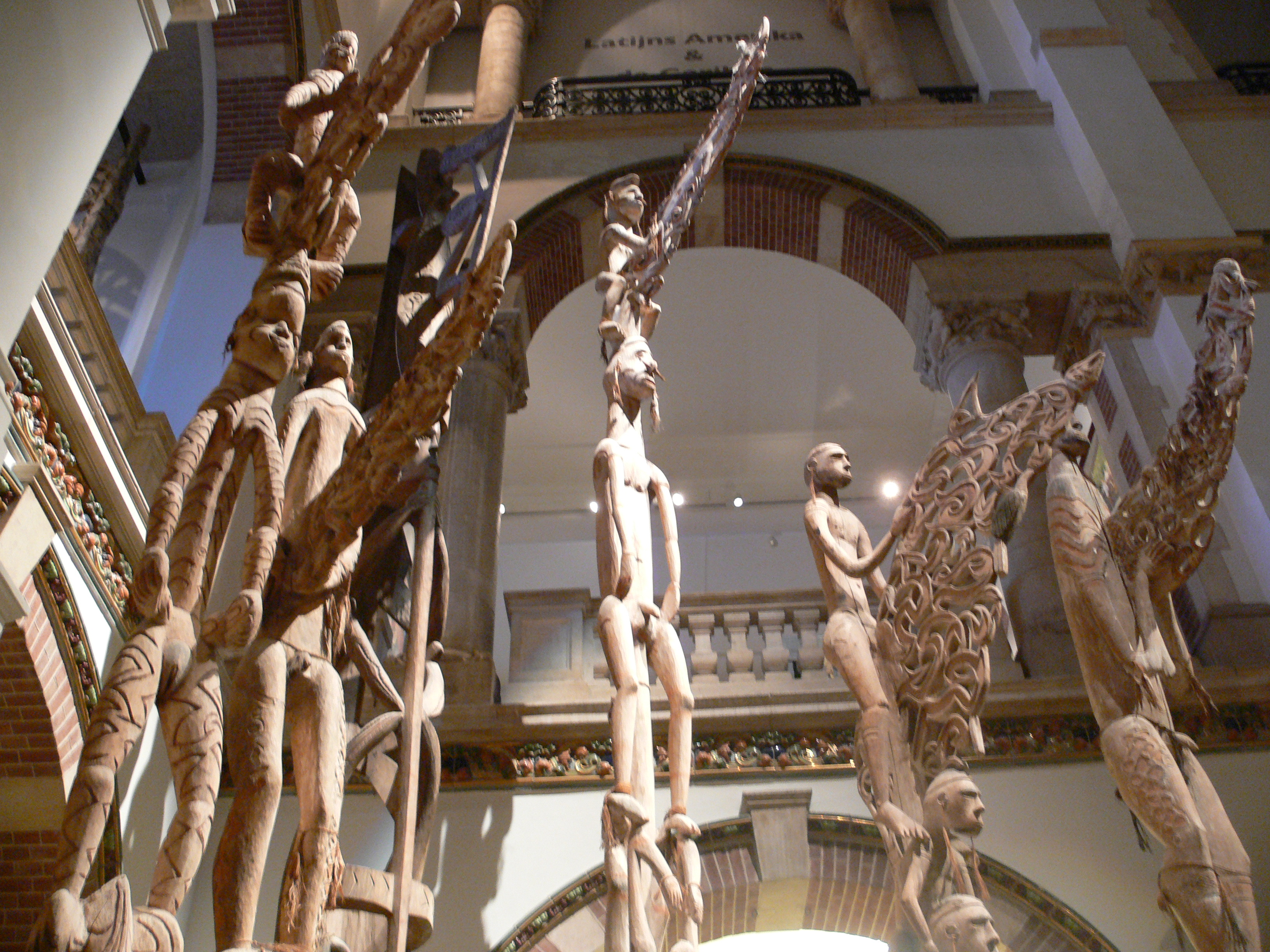
Voorouderpalen van de Asmat, te zien in het Tropenmuseum in Amsterdam
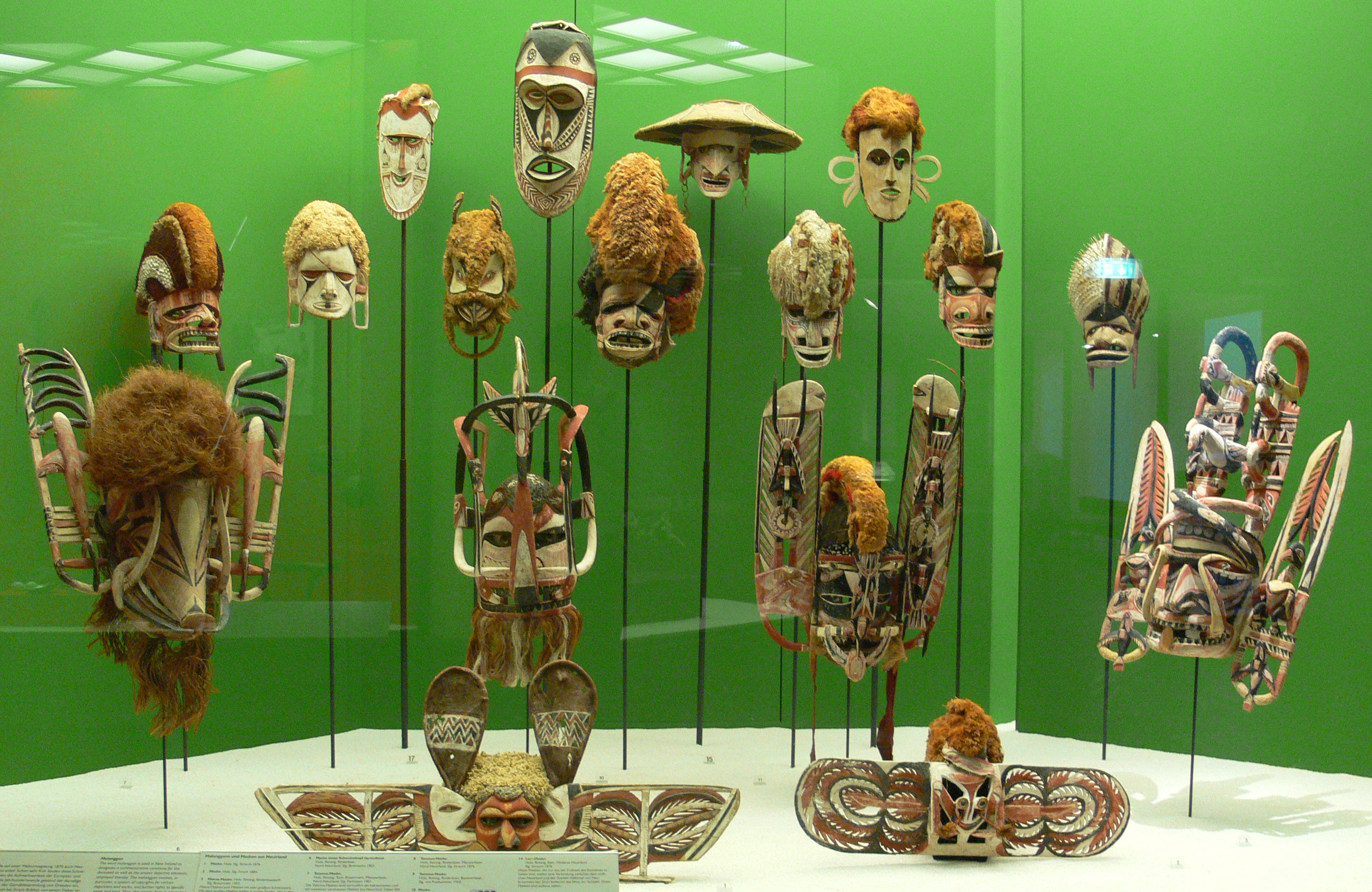
Malagan-maskers uit New Ireland, te zien in het Etnologisch Museum Berlijn-Dahlem
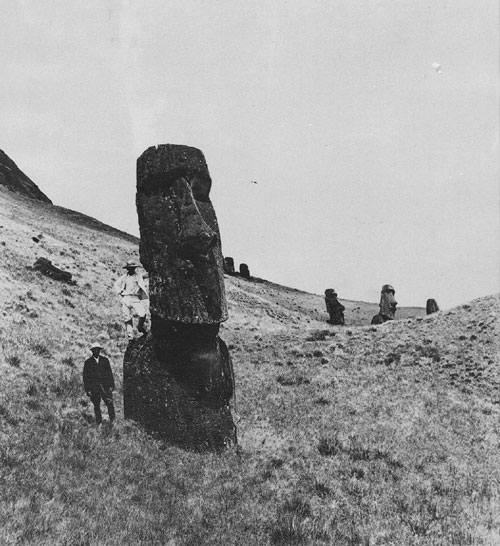
Moai-beeld op Paaseiland, gefotografeerd in 1880

## Westerse invloed
Het kolonialisme heeft grote schade toegebracht aan inheemse culturen. Niet alleen door het roven van natuurlijke grondstoffen, maar ook door de verspreiding van ziektes als mazelen en pokken, waar de oorspronkelijke bevolking geen weerstand tegen had. Naar schatting is 90% van de inheemse Amerikaanse bevolking overleden aan pokken. Europeanen brachten niet alleen ziektes met zich mee, maar ook de Europese cultuur en het christendom. Dit zorgde ervoor dat veel stammen gedwongen werden hun tradities overboord te zetten en zich te bekeren tot het christendom. In heel Papoea-Nieuw-Guinea waren varkens een van de belangrijkste onderdelen van de bruidsschat en het vereren van varkens als voedselbron en om hun gekrulde tanden was een essentieel onderdeel van de volkscultuur. Na de bekering tot het christendom waren dit soort zaken verboden en dit had als resultaat dat de noodzaak tot het maken van varkensmaskers afnam. Tegenwoordig is er een enorme vraag naar primitieve kunst waardoor kunstenaars hun rituele voorwerpen meer en meer zijn gaan zien als koopwaar en dus niet langer gebonden zijn aan eigen tradities, maar symbolen en motieven van andere stammen overnemen die goed verkopen.
Westerse kunsthandelaren beschouwen kunstvoorwerpen van voor de jaren 30 en die veelvuldig gebruikt werden in ceremonies van een hogere waarde dan kunstvoorwerpen die puur voor de westerse markt bedoeld zijn. Hierdoor proberen maskersnijders tegenwoordig hun maskers er oud en verweerd uit te laten zien, door ze te tijdelijk te begraven, aan rook en vuur bloot te stellen, en ze naast termieten neer te leggen zodat het hout aangevreten lijkt.

## Invloed op het modernisme
Primitieve volkskunst heeft sinds de middeleeuwen zijn weg naar Europa gevonden. Sinds de Europeanen in contact kwamen met nieuwe werelden stuurden de missionarissen kunstvoorwerpen terug naar het vasteland als bewijs van de overwinning van het christelijk geloof. Voorwerpen uit 'onontwikkelde' gebieden werden veelvuldig tentoongesteld in een rariteitenkabinet. Sinds het einde van de 19e eeuw begonnen enkele kunstenaars de oerkracht en authenticiteit van deze beelden enorm te waarderen. Met name Picasso en Braque zijn sterk beïnvloed door een aantal Afrikaanse maskers die zij in bezit hadden. Deze invloed wordt ook wel primitivisme genoemd.

## Verwante termen
Primitieve kunst kan worden gezien als een vorm van volkskunst. omdat het over het algemeen een rituele en/of religieuze betekenis bevat die zeer nauw met de gewoonten van een bepaalde stam verbonden is.
Het begrip primitieve kunst wordt daarnaast soms gebruikt als synoniem van naïeve kunst, hoewel het hier in feite om twee duidelijk te onderscheiden kunstvormen gaat.